# Liste der Lieder und Gedichte von Wladimir Wyssozki
Dies ist eine Liste der Lieder und Gedichte von Wladimir Wyssozki.

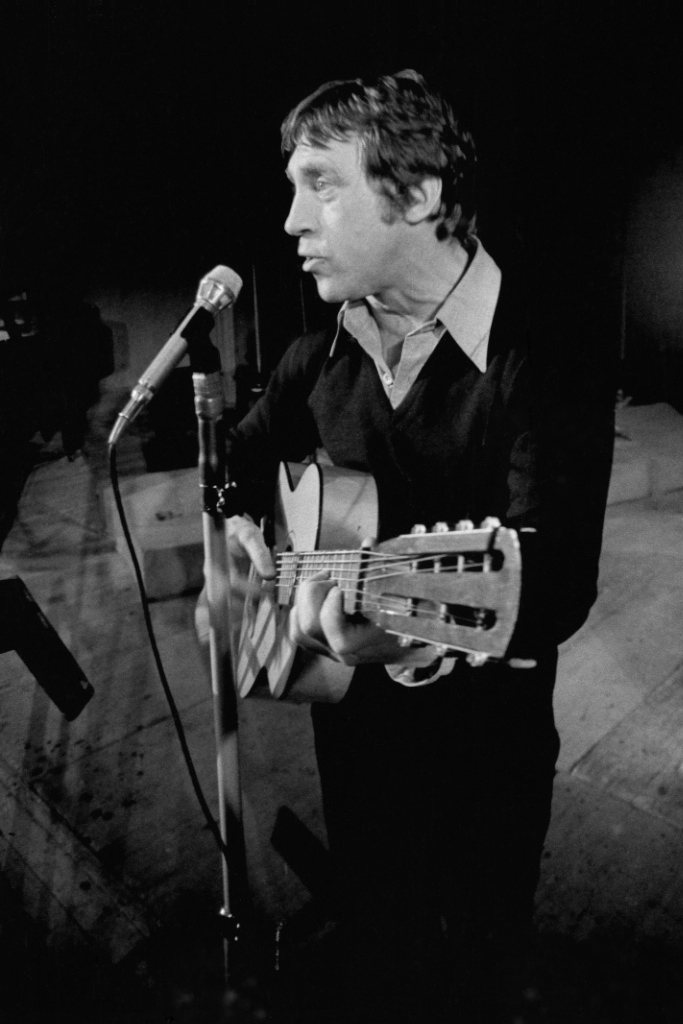
Wladimir Wyssozki (1979)

## Kurzeinführung
Wladimir Wyssozki  (1938–1980) war ein russischer Dichter, Schauspieler und Liedermacher zur Zeit der Sowjetunion, der sich selbst auf der Gitarre begleitete.

Wyssozki – 

„zeitlebens offiziell geschmäht – der sowjetische Schriftstellerverband lehnte noch eine Woche vor seinem Tod, im Juli 1980, seinen Aufnahmeantrag ab – ist zur Kultfigur der sogenannten „Tonbandliteratur“ geworden.“

Die Beliebtheit und Allgegenwart des Poeten spiegelt sich beispielsweise in einer Szene der sowjetischen Filmkomödie Iwan Wassiljewitsch wechselt den Beruf (russisch Иван Васильевич меняет профессию) aus dem Jahr 1973 wider, in der selbst die aus der Vergangenheit in der Gegenwart der modernen Sowjetzeit auftauchende und mit den vielen technischen Erfindungen des 20. Jahrhunderts konfrontierte Figur des Zaren Iwan der Schreckliche (als Raubein dargestellt) Gefallen an einem Lied Wyssozkis findet, als sie sich versehentlich auf einen (ihr zuvor offensichtlich unbekannten) Cassettenrekorder setzt und diesen zum Spielen bringt.
Die folgende Übersicht ist um Vollständigkeit bemüht, erhebt aber trotz alledem keinen Anspruch auf Aktualität oder Vollständigkeit:

## Übersicht
Transkription (in Fettdruck) / russisch / wiss. Transliteration / Übersetzung bzw. dt. Titel / Übersetzer (teils in verschiedenen Übersetzungen)
- A menja tut usnajut... / russisch А меня тут узнают..., wiss. Transliteration A menja tut uznajut... / Man erkennt mich hier... (Elisabeth Jelinek)
- A my schiwem w mertwjaschtschei pustote / russisch А мы живем в мертвящей пустоте, wiss. Transliteration A my živem v mertvjaščej pustote / Wir jedoch leben... (Elisabeth Jelinek)
- Ach, otkuda u menja grubyje samaschki... / russisch Ах, откуда у меня грубые замашки..., wiss. Transliteration Ach, otkuda u menja grubye zamaški... / Ach, woher habe ich diese groben Manieren... (Elisabeth Jelinek)
- Ach, otkuda u menja grubyje samaschki... / russisch Ах, откуда у меня грубые замашки..., wiss. Transliteration Ach, otkuda u menja grubye zamaški... / Ach, wo hab ich das nur her... (R.Andert)
- Agent 007 / russisch Агент 007, wiss. Transliteration Agent 007 / Lied über James Bond (Elisabeth Jelinek)
- Aisty / russisch Аисты, wiss. Transliteration Aisty / Störche (Elisabeth Jelinek)
- Aisty / russisch Аисты, wiss. Transliteration Aisty / Storche (E.Högemann)
- Aisty / russisch Аисты, wiss. Transliteration Aisty / Störche (E.Maaß)
- Aisty / russisch Аисты, wiss. Transliteration Aisty / Störche (J.Meijer)
- Alecha / russisch Алеха, wiss. Transliteration Alecha / Aljoscha (Elisabeth Jelinek)
- Antiklerikalnaja / russisch Антиклерикальная, wiss. Transliteration Antiklerikal'naja / Das Lied über den Tischler Josef (Elisabeth Jelinek)
- Antisemit / russisch Антисемит, wiss. Transliteration Antisemit / Antisemiten (Elisabeth Jelinek)
- Apelljazija / russisch Апелляция, wiss. Transliteration Apelljacija / Im Vergleich mit mir... (Elisabeth Jelinek)
- Ballada o bane / russisch Баллада о бане, wiss. Transliteration Ballada o bane & Ballade über das Dampfbad (Elisabeth Jelinek)
- Ballada o borbe / russisch Баллада о борьбе, wiss. Transliteration Ballada o bor'be / Ballade über den Kampf (Elisabeth Jelinek)
- Ballada o borbe / russisch Баллада о борьбе, wiss. Transliteration Ballada o bor'be / Ballade vom Kampf (R.Andert)
- Ballada o broschennom korable / russisch Баллада о брошенном корабле, wiss. Transliteration Ballada o brošennom korable / Ballade über das verlassene Schiff (Elisabeth Jelinek)
- Ballada o detstwe / russisch Баллада о детстве, wiss. Transliteration Ballada o detstve / Ballade über die Kindheit (Elisabeth Jelinek)
- Ballada o detstwe / russisch Баллада о детстве, wiss. Transliteration Ballada o detstve / Ballade meiner Kindheit (R.Andert)
- Ballada o detstwe / russisch Баллада о детстве, wiss. Transliteration Ballada o detstve / Ballade meiner Kindheit
- Ballada o gussjach / russisch Баллада о гусях, wiss. Transliteration Ballada o gusjach / Im Schwarm der wilden Gänse... (Elisabeth Jelinek)
- Ballada o junge / russisch Баллада о юнге, wiss. Transliteration Ballada o junge / Es gab einen heiteren... (Elisabeth Jelinek)
- Ballada o korotkoi scheje / russisch Баллада о короткой шее, wiss. Transliteration Ballada o korotkoj šee / Ballade über den kurzen Hals (Elisabeth Jelinek)
- Ballada o korotkoi scheje / russisch Баллада о короткой шее, wiss. Transliteration Ballada o korotkoj šee / Ballade vom kurzen Hals (R.Andert)
- Ballada o korotkom stschastje / russisch Баллада о коротком счастье, wiss. Transliteration Ballada o korotkom sčast'e / Lied über zwei sterbende Schwäne (Elisabeth Jelinek)
- Ballada o Ljubwi / russisch Баллада о Любви, wiss. Transliteration Ballada o Ljubvi / Ballade über die Liebe (Elisabeth Jelinek)
- Ballada o Ljubwi / russisch Баллада о Любви, wiss. Transliteration Ballada o Ljubvi / Ballade über die Liebe (M.Lieser)
- Ballada o Ljubwi / russisch Баллада о Любви, wiss. Transliteration Ballada o Ljubvi / Ballade über die Liebe
- Ballada o manekenach / russisch Баллада о манекенах, wiss. Transliteration Ballada o manekenach / Ballade über Modellpuppen (Elisabeth Jelinek)
- Ballada o nenawisti / russisch Баллада о ненависти, wiss. Transliteration Ballada o nenavisti / Lied über den Haß (Elisabeth Jelinek)
- Ballada o wolnych strelkach / russisch Баллада о вольных стрелках, wiss. Transliteration Ballada o vol'nych strelkach / Lied über den dreisten Schützen (Elisabeth Jelinek)
- Ballada o Wremeni / russisch Баллада о Времени, wiss. Transliteration Ballada o Vremeni / Lied über die Zeit (Elisabeth Jelinek)
- Ballada o zwetach / russisch Баллада о цветах, wiss. Transliteration Ballada o cvetach / Ballade über Blumen, Bäume und Millionäre (Elisabeth Jelinek)
- Ballada ob uchode w rai / russisch Баллада об уходе в рай, wiss. Transliteration Ballada ob uchode v raj / Ballade über die Abfahrt in Paradies (Elisabeth Jelinek)
- Ballada ob uchode w rai / russisch Баллада об уходе в рай, wiss. Transliteration Ballada ob uchode v raj / Hier ist dein Fahrschein... (R.Andert)
- Ballada ob uchode w rai / russisch Баллада об уходе в рай, wiss. Transliteration Ballada ob uchode v raj / Ballade von der Reise ins Paradies
- Ballada ob uchode w rai / russisch Баллада об уходе в рай, wiss. Transliteration Ballada ob uchode v raj / Hier ist dein Fahrschei...
- Bal-maskarad / russisch Бал-маскарад, wiss. Transliteration Bal-maskarad / Maskenball (Elisabeth Jelinek)
- Bandity / russisch Бандиты, wiss. Transliteration Bandity / Bis in unsere Ära haben sie... (Elisabeth Jelinek)
- Banka po-belomu / russisch Банька по-белому, wiss. Transliteration Ban'ka po-belomu / Dampfbad in Weiß (Elisabeth Jelinek)
- Banka po-belomu / russisch Банька по-белому, wiss. Transliteration Ban'ka po-belomu / Das Schwitzbad (R.Andert)
- Banka po-belomu / russisch Банька по-белому, wiss. Transliteration Ban'ka po-belomu / Das Dampfbad (H.Oberländer)
- Banka po-belomu / russisch Банька по-белому, wiss. Transliteration Ban'ka po-belomu / Im Schwitzbad (H.Klemt)
- Banka po-tschernomu / russisch Банька по-черному, wiss. Transliteration Ban'ka po-černomu / Dampfbad in Schwarz (Elisabeth Jelinek)
- Beda / russisch Беда, wiss. Transliteration Beda / Trug ich meinen Kummer... (N.Anton)
- Beda / russisch Беда, wiss. Transliteration Beda / Unglück (I.Rossova)
- Beg inochodza / russisch Бег иноходца, wiss. Transliteration Beg inochodca / Lauf im Paßgang (Elisabeth Jelinek)
- Beg inochodza / russisch Бег иноходца, wiss. Transliteration Beg inochodca / Der Zeltergang (R.Andert)
- Beg inochodza / russisch Бег иноходца, wiss. Transliteration Beg inochodca / Das Rennen des Trabläufers (E.Luft)
- Beloje besmolwije / russisch Белое безмолвие, wiss. Transliteration Beloe bezmolvie / Weißes Stillschweigen (Elisabeth Jelinek)
- Beloje besmolwije / russisch Белое безмолвие, wiss. Transliteration Beloe bezmolvie / Weiße Stille (P.Snatenkov)
- Bely wals / russisch Белый вальс, wiss. Transliteration Belyj val's / Weißer Walzer (Elisabeth Jelinek)
- Bely wals / russisch Белый вальс, wiss. Transliteration Belyj val's / Weißer Walzer (J.Opfermann)
- Bodaibo / russisch Бодайбо, wiss. Transliteration Bodajbo / Bodaibo (Elisabeth Jelinek)
- Bodaibo / russisch Бодайбо, wiss. Transliteration Bodajbo / Bodaibo
- Bolschoi Karetny / russisch Большой Каретный, wiss. Transliteration Bol'šoj Karetnyj / Bolschoi Karetny (Elisabeth Jelinek)
- Bolschoi Karetny / russisch Большой Каретный, wiss. Transliteration Bol'šoj Karetnyj / Auf der Bolschoi Karetny (R.Andert)
- Bolschoi Karetny / russisch Большой Каретный, wiss. Transliteration Bol'šoj Karetnyj / Große Kutschengasse (I.Golubev)
- Bolschoi Karetny / russisch Большой Каретный, wiss. Transliteration Bol'šoj Karetnyj / Auf der Bolschoj Karetny (M.Remane)
- Bratskije mogily / russisch Братские могилы, wiss. Transliteration Bratskie mogily / Massengräber (Elisabeth Jelinek)
- Bratskije mogily / russisch Братские могилы, wiss. Transliteration Bratskie mogily / Heldengräber (M.Lieser)
- Bratskije mogily / russisch Братские могилы, wiss. Transliteration Bratskie mogily / Massengräber (E.Högemann)
- Bratskije mogily / russisch Братские могилы, wiss. Transliteration Bratskie mogily / Brüdergräber (G.Krambehr)
- Bratskije mogily / russisch Братские могилы, wiss. Transliteration Bratskie mogily / Brüder im Massengrab (H.Oberländer)
- Bratskije mogily / russisch Братские могилы, wiss. Transliteration Bratskie mogily / Brüdergräber (E.Maaß)
- Bratskije mogily / russisch Братские могилы, wiss. Transliteration Bratskie mogily / Massengräber (M.Schaiber)
- Bratskije mogily / russisch Братские могилы, wiss. Transliteration Bratskie mogily / Die Massengräber (V.Marinin)
- Broste skuku... / russisch Бросьте скуку..., wiss. Transliteration Bros'te skuku... / Werfen Sie die Langeweile... (Elisabeth Jelinek)
- Broste skuku... / russisch Бросьте скуку..., wiss. Transliteration Bros'te skuku... / Und im Krieg ist es, wie im Krieg (J.Opfermann)
- Bylo tak... / russisch Было так..., wiss. Transliteration Bylo tak... / Es war halt so (Elisabeth Jelinek)
- Bylo tak... / russisch Было так..., wiss. Transliteration Bylo tak... / Wie ich liebte und litt (M.Lieser)
- Byt moschet, pokaschetsja strannym... / russisch Быть может, покажется странным..., wiss. Transliteration Byt' možet, pokažetsja strannym... / Es mag jemand seltsam vorkommen... (Elisabeth Jelinek)
- Bywalo, Puschkina tschital... / russisch Бывало, Пушкина читал..., wiss. Transliteration Byvalo, Puškina čital... / Es kam vor, dass ich Puschkin... (Elisabeth Jelinek)
- Cholera / russisch Холера, wiss. Transliteration Cholera / Niemand kauft etwas zu essen... (Elisabeth Jelinek)
- Choloda / russisch Холода, wiss. Transliteration Choloda / Die Kälte (Elisabeth Jelinek)
- Choloda / russisch Холода, wiss. Transliteration Choloda / Kalte Gegenden (J.Opfermann)
- Choloda / russisch Холода, wiss. Transliteration Choloda / Es wird kalt... (M.Lieser)
- Choloda / russisch Холода, wiss. Transliteration Choloda / Hundekalt (E.Maaß)
- Daite sobakam mjassa / russisch Дайте собакам мяса, wiss. Transliteration Dajte sobakam mjasa / Gebt den Hunden Fleisch (Elisabeth Jelinek)
- Daite sobakam mjassa / russisch Дайте собакам мяса, wiss. Transliteration Dajte sobakam mjasa / Gebt doch den Hunden Knochen (R.Andert)
- Daite sobakam mjassa / russisch Дайте собакам мяса, wiss. Transliteration Dajte sobakam mjasa / Den Hunden Fleisch (R.Kirsch)
- Daite sobakam mjassa / russisch Дайте собакам мяса, wiss. Transliteration Dajte sobakam mjasa / Gebt den Hunden Fleisch (E.Wiesenecker)
- Dalni Wostok / russisch Дальний Восток, wiss. Transliteration Dal'nij Vostok / Lange kannst du im Kuvert ein Blättchen suchen (Elisabeth Jelinek)
- Dawaite ja spoju wam... / russisch Давайте я спою вам..., wiss. Transliteration Davajte ja spoju vam... / Laßt mich euch mit der Nachahmung... (Elisabeth Jelinek)
- Dawno ja ponjal... / russisch Давно я понял..., wiss. Transliteration Davno ja ponjal... / Längst schon begriff ich... (Elisabeth Jelinek)
- Dawno smolkli salpy orudij... / russisch Давно смолкли залпы орудий..., wiss. Transliteration Davno smolkli zalpy orudij... / Seit langem schweigen... (Elisabeth Jelinek)
- Dawno smolkli salpy orudij... / russisch Давно смолкли залпы орудий..., wiss. Transliteration Davno smolkli zalpy orudij... / Längst sind die Geschütze verstummt (J.Opfermann)
- Dela (wariant) / russisch Дела (вариант), wiss. Transliteration Dela (variant) / O weh!.. (R.Bräuer)
- Dela / russisch Дела, wiss. Transliteration Dela / Sachen! (Elisabeth Jelinek)
- Dela / russisch Дела, wiss. Transliteration Dela / Gestresst... (R.Bräuer)
- Delfiny / russisch Дельфины, wiss. Transliteration Del'finy / Obwohl uns in diesem Jahrhundert... (Elisabeth Jelinek)
- Den bes edinoi smerti-I / russisch День без единой смерти-I, wiss. Transliteration Den' bez edinoj smerti-I / Stunden, Minuten, Sekunden... (Elisabeth Jelinek)
- Den bes edinoi smerti-II / russisch День без единой смерти-II, wiss. Transliteration Den' bez edinoj smerti-II / Die Stunde hat geschlagen... (Elisabeth Jelinek)
- Den na redkost... / russisch День на редкость..., wiss. Transliteration Den' na redkost'… / Ein seltsamer Tag... (Elisabeth Jelinek)
- Den roschdenija leitenanta milizii / russisch День рождения лейтенанта милиции, wiss. Transliteration Den' roždenija lejtenanta milicii / Geburtstag des Leutnants der Miliz... (Elisabeth Jelinek)
- Den-denskoi ja s toboi / russisch День-деньской я с тобой, wiss. Transliteration Den'-den'skoj ja s toboj / Den ganzen lieben langen Tag... (Elisabeth Jelinek)
- Den-denskoi ja s toboi / russisch День-деньской я с тобой, wiss. Transliteration Den'-den'skoj ja s toboj / Jeden Tag schon verfolge ich sie... (R.Andert)
- Derewjannyje kostjumy / russisch Деревянные костюмы, wiss. Transliteration Derevjannye kostjumy / Der hölzerne Mantel (Elisabeth Jelinek)
- Dialog u telewisora / russisch Диалог у телевизора, wiss. Transliteration Dialog u televizora / Dialog vor dem Fernseher (Elisabeth Jelinek)
- Dialog u telewisora / russisch Диалог у телевизора, wiss. Transliteration Dialog u televizora / Dialog vorm Fernseher (R.Andert)
- Dialog u telewisora / russisch Диалог у телевизора, wiss. Transliteration Dialog u televizora / Ein Dialog beim Fernsehen (I.Golubev)
- Dom chrustalny / russisch Дом хрустальный, wiss. Transliteration Dom chrustal'nyj / Ein Haus aus Kristall (Elisabeth Jelinek)
- Dom chrustalny / russisch Дом хрустальный, wiss. Transliteration Dom chrustal'nyj / Haus aus Kristall (J.Opfermann)
- Doroga, doroga... / russisch Дорога, дорога..., wiss. Transliteration Doroga, doroga... / Der Weg, der Weg... (Elisabeth Jelinek)
- Dorogi... Dorogi... / russisch Дороги... Дороги..., wiss. Transliteration Dorogi... Dorogi... / Wege... Wege... (Elisabeth Jelinek)
- Doroschnaja istorija / russisch Дорожная история, wiss. Transliteration Dorožnaja istorija / Eine Reisegeschichte (Elisabeth Jelinek)
- Doroschnaja istorija / russisch Дорожная история, wiss. Transliteration Dorožnaja istorija / Unterwegsgeschichte (R.Andert)
- Drugu mojemu Michailu Schemjakinu / russisch Другу моему Михаилу Шемякину, wiss. Transliteration Drugu moemu Michailu Šemjakinu / Meinem Freund Michail Schemjakin (Elisabeth Jelinek)
- Duet kassira i kasnatscheja / russisch Дуэт кассира и казначея, wiss. Transliteration Duėt kassira i kaznačeja / Couplets über den Kassier und Schatzmeister (Elisabeth Jelinek)
- Duet raslutschennych / russisch Дуэт разлученных, wiss. Transliteration Duėt razlučennych / Duett der Getrennten (Elisabeth Jelinek)
- Duet Schurotschki i Liwerowskogo / russisch Дуэт Шурочки и Ливеровского, wiss. Transliteration Duėt Šuročki i Liverovskogo / Duet von Schura und Liverovski (Elisabeth Jelinek)
- Duratschina / russisch Дурачина, wiss. Transliteration Duračina / Possenreißer-Einfaltspinsel (Elisabeth Jelinek)
- Durazki son / russisch Дурацкий сон, wiss. Transliteration Durackij son / Ein närrischer Traum... (Elisabeth Jelinek)
- Durazki son / russisch Дурацкий сон, wiss. Transliteration Durackij son / Der Traum (R.Andert)
- Dwa sudna / russisch Два судна, wiss. Transliteration Dva sudna / Alles in der Welt hat Fristen... (Elisabeth Jelinek)
- Dwe prosby / russisch Две просьбы, wiss. Transliteration Dve pros'by / Zwei Bitten (Elisabeth Jelinek)
- Dwe prosby / russisch Две просьбы, wiss. Transliteration Dve pros'by / Bei allem für Faust... (R.Andert)
- Dwe prosby / russisch Две просьбы, wiss. Transliteration Dve pros'by / Respekt vor Faust (R.Schindel)
- Dwe sistemy / russisch Две системы, wiss. Transliteration Dve sistemy / Wir werden unter Missachtung... (Elisabeth Jelinek)
- Dwe sudby / russisch Две судьбы, wiss. Transliteration Dve sud'by / Zwei Schicksale (Elisabeth Jelinek)
- Dwe sudby / russisch Две судьбы, wiss. Transliteration Dve sud'by / Zwei Schicksale (R.Andert)
- Ej, schofer / russisch Эй, шофер, wiss. Transliteration Ėj, šofer / He Chauffeur (Elisabeth Jelinek)
- Ej, schofer / russisch Эй, шофер, wiss. Transliteration Ėj, šofer / Zur Butyrka (M.Remane)
- Ekspress Moskwa – Warschawa / russisch Экспресс Москва - Варшава, wiss. Transliteration Ėkspress Moskva – Varšava / Express Moskau – Warschau (Elisabeth Jelinek)
- Eto wowse ne frentsch-kankan... / russisch Это вовсе не френч-канкан..., wiss. Transliteration Ėto vovse ne frenč-kankan... / Das ist keineswegs ein French Cancan... (Elisabeth Jelinek)
- Etot den budet perwym / russisch Этот день будет первым, wiss. Transliteration Ėtot den' budet pervym / Dieser Tag wird immer und überall der Erste... (Elisabeth Jelinek)
- Formulirowka / russisch Формулировка, wiss. Transliteration Formulirovka / War das früher ein Leben! (Elisabeth Jelinek)
- Garagule / russisch Гарагуле, wiss. Transliteration Garagule / Jetzt ist es vorbei!.. (Elisabeth Jelinek)
- Gde-to tam na osere / russisch Где-то там на озере, wiss. Transliteration Gde-to tam na ozere / Irgendwo dort am See... (Elisabeth Jelinek)
- Gimn busowikow / russisch Гимн бузовиков, wiss. Transliteration Gimn buzovikov / Hymne an die Schule (Elisabeth Jelinek)
- Gimn morju i goram / russisch Гимн морю и горам, wiss. Transliteration Gimn morju i goram / Eine Hymne an das Meer und die Berge (Elisabeth Jelinek)
- Gitara / russisch Гитара, wiss. Transliteration Gitara / Ein Musikant erklärte mir ausführlich... (Elisabeth Jelinek)
- Gololed / russisch Гололед, wiss. Transliteration Gololed / Glatteis (Elisabeth Jelinek)
- Gololed / russisch Гололед, wiss. Transliteration Gololed / Glatteis (R.Bräuer)
- Gololed / russisch Гололед, wiss. Transliteration Gololed / Glatteis (R.Kirsch)
- Gorisont / russisch Горизонт, wiss. Transliteration Gorizont / Horizont (Elisabeth Jelinek)
- Gorisont / russisch Горизонт, wiss. Transliteration Gorizont / Der Horizont (I.Golubev)
- Gornaja liritscheskaja / russisch Горная лирическая, wiss. Transliteration Gornaja liričeskaja / Na, jetzt verschwindet das Zittern... (Elisabeth Jelinek)
- Gornaja liritscheskaja / russisch Горная лирическая, wiss. Transliteration Gornaja liričeskaja / Hinauf (E.Högemann)
- Gornaja liritscheskaja / russisch Горная лирическая, wiss. Transliteration Gornaja liričeskaja / Das Zittern ist endlich vorbei (W.Wiesner)
- Gorod uschi satknul / russisch Город уши заткнул, wiss. Transliteration Gorod uši zatknul / Die Stadt verstopfte sich die Ohren (Elisabeth Jelinek)
- Gorodskoi romans / russisch Городской романс, wiss. Transliteration Gorodskoj romans / Ich spazierte einmal durch die Hauptstadt (Elisabeth Jelinek)
- Gorodskoi romans / russisch Городской романс, wiss. Transliteration Gorodskoj romans / Stadtromanze (R.Andert)
- Gresitsja mne najawu... / russisch Грезится мне наяву..., wiss. Transliteration Grezitsja mne najavu... / Mir schwebt im Wachen... (Elisabeth Jelinek)
- Grom progremel / russisch Гром прогремел, wiss. Transliteration Grom progremel / Der Donner dröhnte... (Elisabeth Jelinek)
- Grust moja, toska moja / russisch Грусть моя, тоска моя, wiss. Transliteration Grust' moja, toska moja / Meine Traurigkeit, meine Sehnsucht (Elisabeth Jelinek)
- Grust moja, toska moja / russisch Грусть моя, тоска моя, wiss. Transliteration Grust' moja, toska moja / Meine Schwermut, meine Trauer (R.Andert)
- Grustnaja pesnja o Wanetschke / russisch Грустная песня о Ванечке, wiss. Transliteration Grustnaja pesnja o Vanečke / Trauriges Lied über Wanechka (Elisabeth Jelinek)
- I duscha i golowa, kaschis, bolit... / russisch И душа и голова, кажись, болит..., wiss. Transliteration I duša i golova, kažis', bolit... / Sowohl die Seele als auch der Kopf... (Elisabeth Jelinek)
- I snisu led, i swerchu... / russisch И снизу лед, и сверху..., wiss. Transliteration I snizu led, i sverchu... / Von unten und von oben Eis... (Elisabeth Jelinek)
- I snisu led, i swerchu... / russisch И снизу лед, и сверху..., wiss. Transliteration I snizu led, i sverchu... / Hommage an Marina Vlady (R.Andert)
- Igra w karty w 1812 godu / russisch Игра в карты в 1812 году, wiss. Transliteration Igra v karty v 1812 godu / Ein Kartenspiel auf den Tisch (Elisabeth Jelinek)  / So lange bis Sie hier in der Badewanne... (Elisabeth Jelinek)
- Is detstwa / russisch Из детства, wiss. Transliteration Iz detstva / Aus der Kindheit (Elisabeth Jelinek)
- Is-sa gor... / russisch Из-за гор..., wiss. Transliteration Iz-za gor... / Von hinter den Bergen... (Elisabeth Jelinek)
- Istorija bolesni-II. Nikakoi oschibki / russisch История болезни-II. Никакой ошибки, wiss. Transliteration Istorija bolezni-II. Nikakoj ošibki / Kein Fehler (Elisabeth Jelinek)
- Istorija bolesni-II. Nikakoi oschibki / russisch История болезни-II. Никакой ошибки, wiss. Transliteration Istorija bolezni-II. Nikakoj ošibki / Fehlerfrei (H.Butzmann)
- Iwan da Marja / russisch Иван да Марья, wiss. Transliteration Ivan da Mar'ja / Ivan und Marja (Elisabeth Jelinek)
- Ja b tosche soglassilsja na polet... / russisch Я б тоже согласился на полет..., wiss. Transliteration Ja b tože soglasilsja na polet... / Ich würde auch mit dem Flug... (Elisabeth Jelinek)
- Ja bodrstwuju, no weschtschi son... / russisch Я бодрствую, но вещий сон..., wiss. Transliteration Ja bodrstvuju, no veščij son... / Ich bin wach... (Elisabeth Jelinek)
- Ja bodrstwuju, no weschtschi son... / russisch Я бодрствую, но вещий сон..., wiss. Transliteration Ja bodrstvuju, no veščij son... / Ich liege wach (R.Andert)
- Ja byl duschoi durnogo obschtschestwa... / russisch Я был душой дурного общества..., wiss. Transliteration Ja byl dušoj durnogo obščestva... / Ich war die Seele... (Elisabeth Jelinek)
- Ja byl sawsegdatajem wsech piwnych... / russisch Я был завсегдатаем всех пивных..., wiss. Transliteration Ja byl zavsegdataem vsech pivnych...  / Ich war Stammgast in allen Bierkneipen... (Elisabeth Jelinek)
- Ja byl slessar schestogo rasrjada / russisch Я был слесарь шестого разряда, wiss. Transliteration Ja byl slesar' šestogo razrjada / Ich war Schlosser des sechsten Ranges (Elisabeth Jelinek)
- Ja dumal – eto wsjo... / russisch Я думал - это всё..., wiss. Transliteration Ja dumal – ėto vsë... / Ich dachte – das ist alles... (Elisabeth Jelinek)
- Ja is dela uschel / russisch Я из дела ушел, wiss. Transliteration Ja iz dela ušel / Ich habe mit meiner Sache aufgehört (Elisabeth Jelinek)
- Ja is dela uschel / russisch Я из дела ушел, wiss. Transliteration Ja iz dela ušel / Leider muss ich jetzt los (I.Golubev)
- Ja k wam pischu / russisch Я к вам пишу, wiss. Transliteration Ja k vam pišu / Ich schreibe an Sie (Elisabeth Jelinek)
- Ja leschu w isoljatore / russisch Я лежу в изоляторе, wiss. Transliteration Ja ležu v izoljatore / Ich liege in der Isolation... (Elisabeth Jelinek)
- Ja ljubil / russisch Я любил, wiss. Transliteration Ja ljubil / Ich liebte Frauen (Elisabeth Jelinek)
- Ja ljubil / russisch Я любил, wiss. Transliteration Ja ljubil / Frauen liebte ich (N.Anton)
- Ja ne ljublju / russisch Я не люблю, wiss. Transliteration Ja ne ljublju / Ich mag nicht (R.Andert)
- Ja ne ljublju / russisch Я не люблю, wiss. Transliteration Ja ne ljublju / Ich mag ein Ende nicht... (R.Andert)
- Ja ne ljublju / russisch Я не люблю, wiss. Transliteration Ja ne ljublju / Ich mag es nicht (I.Golubev)
- Ja ne ljublju / russisch Я не люблю, wiss. Transliteration Ja ne ljublju / Das kotzt mich an (M.Remane)
- Ja ne ljublju / russisch Я не люблю, wiss. Transliteration Ja ne ljublju / Ich mag nicht (G.Krambehr)
- Ja ne ljublju / russisch Я не люблю, wiss. Transliteration Ja ne ljublju / Ich mag nicht... (W.Wiesner)
- Ja ne ljublju / russisch Я не люблю, wiss. Transliteration Ja ne ljublju / Absage (R.Kirsch)
- Ja ne ljublju / russisch Я не люблю, wiss. Transliteration Ja ne ljublju / Ich mag nicht (F.Viehweg)
- Ja ne pil, ne worowal... / russisch Я не пил, не воровал..., wiss. Transliteration Ja ne pil, ne voroval... / Ich habe nicht getrunken... (Elisabeth Jelinek)
- Ja ne uspel / russisch Я не успел, wiss. Transliteration Ja ne uspel / Ich habe es nicht geschafft (Elisabeth Jelinek)
- Ja ne uspel / russisch Я не успел, wiss. Transliteration Ja ne uspel / Ich habe mich verpasst (R.Andert)
- Ja nikogda ne weril w miraschi / russisch Я никогда не верил в миражи, wiss. Transliteration Ja nikogda ne veril v miraži / Ich glaubte niemals an Fata Morganen... (Elisabeth Jelinek)
- Ja proschil zely den... / russisch Я прожил целый день..., wiss. Transliteration Ja prožil celyj den'… / Ich lebte den ganzen Tag... (Elisabeth Jelinek)
- Ja skatschu posadi na polslowa... / russisch Я скачу позади на полслова..., wiss. Transliteration Ja skaču pozadi na polslova... / Ich verbleibe hinten... (Elisabeth Jelinek)
- Ja skolschu po koritschnewoi plenke / russisch Я скольжу по коричневой пленке, wiss. Transliteration Ja skol'žu po koričnevoj plenke / Ich gleite den braunen Filmstreifen entlang... (Elisabeth Jelinek)
- Ja spokojen... / russisch Я спокоен..., wiss. Transliteration Ja spokoen...  / Ich bin ruhig... (Elisabeth Jelinek)
- Ja teper na dewok krepkij... / russisch Я теперь на девок крепкий..., wiss. Transliteration Ja teper' na devok krepkij... / Jetzt bin ich, was Mädchen angeht... (Elisabeth Jelinek)
- Ja teper w durakach... / russisch Я теперь в дураках..., wiss. Transliteration Ja teper' v durakach... / Ich bin jetzt zum Narren geworden... (Elisabeth Jelinek)
- Ja tut podwig sowerschil... / russisch Я тут подвиг совершил..., wiss. Transliteration Ja tut podvig soveršil... / Ich habe hier eine Heldentat vollbracht (Elisabeth Jelinek)
- Ja ujechal w Magadan / russisch Я уехал в Магадан, wiss. Transliteration Ja uechal v Magadan / Ich bin nach Magadan gefahren (Elisabeth Jelinek)
- Ja uweren... / russisch Я уверен..., wiss. Transliteration Ja uveren... / Ich bin überzeugt wie noch nie im Leben... (Elisabeth Jelinek)
- Ja w dele... / russisch Я в деле..., wiss. Transliteration Ja v dele... / Ich mache einen Coup... (Elisabeth Jelinek)
- Ja wam rasskaschu pro to, tschto budet / russisch Я вам расскажу про то, что будет, wiss. Transliteration Ja vam rasskažu pro to, čto budet / Ich werde euch erzählen was sein wird... (Elisabeth Jelinek)
- Ja werju w naschu obschtschuju swesdu / russisch Я верю в нашу общую звезду, wiss. Transliteration Ja verju v našu obščuju zvezdu / Ich glaube an unseren gemeinsamen Stern (Elisabeth Jelinek)
- Ja wse woprossy osweschtschu spolna / russisch Я все вопросы освещу сполна, wiss. Transliteration Ja vse voprosy osvešču spolna / Ich habe alle Fragen beantwortet (Elisabeth Jelinek)
- Ja wse woprossy osweschtschu spolna / russisch Я все вопросы освещу сполна, wiss. Transliteration Ja vse voprosy osvešču spolna / Fragt zu, ich antworte euch... (R.Andert)
- Ja wsjo tschaschtsche dumaju o sudjach... / russisch Я всё чаще думаю о судьях..., wiss. Transliteration Ja vsë čašče dumaju o sud'jach... / Ich denke immer öfter... (Elisabeth Jelinek)
- Jadowit i sol... / russisch Ядовит и зол..., wiss. Transliteration Jadovit i zol... / Giftig und böse bin ich... (Elisabeth Jelinek)
- Jamschtschik / russisch Ямщик, wiss. Transliteration Jamščik / Der Kutscher (Elisabeth Jelinek)
- Jamschtschik / russisch Ямщик, wiss. Transliteration Jamščik / Dieses himmlische Blau... (R.Andert)
- Jengibarowu ot sritelei / russisch Енгибарову от зрителей, wiss. Transliteration Engibarovu ot zritelej / Dem Engibarov – von den Zuschauern (Elisabeth Jelinek)
- Jeschtsche ne wetscher / russisch Еще не вечер, wiss. Transliteration Ešče ne večer / Es ist noch nicht Abend (Elisabeth Jelinek)
- Jeschtsche ne wetscher / russisch Еще не вечер, wiss. Transliteration Ešče ne večer / Es ist noch nicht Abend (J.Opfermann)
- Jesli b ja byl fisitscheski slabym... / russisch Если б я был физически слабым..., wiss. Transliteration Esli b ja byl fizičeski slabym... / Wenn ich physisch schwach wäre... (Elisabeth Jelinek)
- Jesli chotschesch / russisch Если хочешь, wiss. Transliteration Esli chočeš' / Es ist zu spät und lächerlich... (Elisabeth Jelinek)
- Jesli gde-to... / russisch Если где-то..., wiss. Transliteration Esli gde-to... / Wenn du irgendwo... (Elisabeth Jelinek)
- Jesli nrawitsja... / russisch Если нравится..., wiss. Transliteration Esli nravitsja... / Wenn es ums Gefallen geht... (Elisabeth Jelinek)
- Jest u wsech... / russisch Есть у всех..., wiss. Transliteration Est' u vsech... / Gibt es bei allen... (Elisabeth Jelinek)
- Juriju Petrowitschu Ljubimowu / russisch Юрию Петровичу Любимову, wiss. Transliteration Juriju Petroviču Ljubimovu / Sechzigsten Geburtstag von Juri Ljubimov (Elisabeth Jelinek)
- K werschine / russisch К вершине, wiss. Transliteration K veršine / Zum Gipfel (Elisabeth Jelinek)
- Kak saidesch w bistro-stolowku / russisch Как зайдешь в бистро-столовку, wiss. Transliteration Kak zajdeš' v bistro-stolovku / Wenn du in die Imbißstube schaust... (Elisabeth Jelinek)
- Kak-to ras, zitaty Mao protschitaw... / russisch Как-то раз, цитаты Мао прочитав..., wiss. Transliteration Kak-to raz, citaty Mao pročitav... / Einmal, nachdem sie die Zitate Maos... (Elisabeth Jelinek)
- Kanatochodez / russisch Канатоходец, wiss. Transliteration Kanatochodec / Das angespannte Seil (Elisabeth Jelinek)
- Kanatochodez / russisch Канатоходец, wiss. Transliteration Kanatochodec / Der Seiltänzer (R.Andert)
- Karapetjanu / russisch Карапетяну, wiss. Transliteration Karapetjanu / Die stumme Sehnsucht frisst... (Elisabeth Jelinek)
- Katerina / russisch Катерина, wiss. Transliteration Katerina / Katerina (Elisabeth Jelinek)
- Klitsch glaschatajew / russisch Клич глашатаев, wiss. Transliteration Klič glašataev / Wenn wir in dieser leidvollen Stunde... (Elisabeth Jelinek)
- Kogda ja otpoju i otygraju / russisch Когда я отпою и отыграю, wiss. Transliteration Kogda ja otpoju i otygraju / Wenn ich alles fertig singen... (Elisabeth Jelinek)
- Kolybelnaja Chopkinsona / russisch Колыбельная Хопкинсона, wiss. Transliteration Kolybel'naja Chopkinsona / Chopkinsons Wiegenlied (Elisabeth Jelinek)
- Koni priweredliwyje / russisch Кони привередливые, wiss. Transliteration Koni priveredlivye / Pferde (Elisabeth Jelinek)
- Koni priweredliwyje / russisch Кони привередливые, wiss. Transliteration Koni priveredlivye / Launische Pferde (I.Golubev)
- Koni priweredliwyje / russisch Кони привередливые, wiss. Transliteration Koni priveredlivye / Störrische Pferde (M.Lieser)
- Koni priweredliwyje / russisch Кони привередливые, wiss. Transliteration Koni priveredlivye / Meine Ungestümen Pferde (R.Bräuer)
- Koni priweredliwyje / russisch Кони привередливые, wiss. Transliteration Koni priveredlivye / Launische Pferde (H.Oberländer)
- Koni priweredliwyje / russisch Кони привередливые, wiss. Transliteration Koni priveredlivye / Störrische Pferde (R.Kirsch)
- Koni priweredliwyje / russisch Кони привередливые, wiss. Transliteration Koni priveredlivye / Launische Pferde
- Koni priweredliwyje / russisch Кони привередливые, wiss. Transliteration Koni priveredlivye / Pferde
- Korabli / russisch Корабли, wiss. Transliteration Korabli / Schiffe (Elisabeth Jelinek)
- Korabli / russisch Корабли, wiss. Transliteration Korabli / Schiffe (L.Kust)
- Korabli / russisch Корабли, wiss. Transliteration Korabli / Abschied (R.Bräuer)
- Korolewski krochei / russisch Королевский крохей, wiss. Transliteration Korolevskij krochej / Lied über Krochei (Elisabeth Jelinek)
- Kosel otpuschtschenija / russisch Козел отпущения, wiss. Transliteration Kozel otpuščenija / Liedchen über den Sündenbock (Elisabeth Jelinek)
- Kosel otpuschtschenija / russisch Козел отпущения, wiss. Transliteration Kozel otpuščenija Der Sündenbock (R.Andert)
- Kosel otpuschtschenija / russisch Козел отпущения, wiss. Transliteration Kozel otpuščenija / Der Sündenbock (W.Wiesner)
- Kosel otpuschtschenija / russisch Козел отпущения, wiss. Transliteration Kozel otpuščenija / Der Sündenbock (H.Butzmann)
- Krasnoje, selenoje... / russisch Красное, зеленое..., wiss. Transliteration Krasnoe, zelenoe... / Rotes, Grünes... (Elisabeth Jelinek)
- Krassiwych ljubjat tschaschtsche... / russisch Красивых любят чаще..., wiss. Transliteration Krasivych ljubjat čašče... / Die Schönen liebt man... (Elisabeth Jelinek)
- Kto sa tschem beschit / russisch Кто за чем бежит, wiss. Transliteration Kto za čem bežit / Auf der Strecke laufen... (R.Andert)
- Kuda wsjo delos... / russisch Куда всё делось..., wiss. Transliteration Kuda vsë delos'…  Wohin ist alles verschwunden... (Elisabeth Jelinek)
- Kuplety Gussewa / russisch Куплеты Гусева, wiss. Transliteration Kuplety Guseva / Couplets von Gusev (Elisabeth Jelinek)
- Kuplety netschistoi sily / russisch Куплеты нечистой силы, wiss. Transliteration Kuplety nečistoj sily / Couplets über böse Kräfte (Elisabeth Jelinek)
- Kuplety schabaschnikow / russisch Куплеты шабашников, wiss. Transliteration Kuplety šabašnikov / Vor langem, in der Epoche... (Elisabeth Jelinek)
- Kupola / russisch Купола, wiss. Transliteration Kupola / Kuppeln (Elisabeth Jelinek)
- Kupola / russisch Купола, wiss. Transliteration Kupola / Lied über Russland (R.Andert)
- Kupola / russisch Купола, wiss. Transliteration Kupola / Russlands Kuppeln (M.Lieser)
- Kupola / russisch Купола, wiss. Transliteration Kupola / Zwiebeltürme (M.Jershowa)
- Kupola / russisch Купола, wiss. Transliteration Kupola / Zwiebeltürme (L.Schmidt)
- Lekzija o meschdunarodnom poloschenii / russisch Лекция о международном положении, wiss. Transliteration Lekcija o meždunarodnom položenii / Eine Lektion über eine internationale Lage (Elisabeth Jelinek)
- Leningradskaja blokada / russisch Ленинградская блокада, wiss. Transliteration Leningradskaja blokada / Die Blockade von Leningrad (Elisabeth Jelinek)
- Les uschel... / russisch Лес ушел..., wiss. Transliteration Les ušel... / Der Wald ist zurückgewichen... (Elisabeth Jelinek)
- Leschit kamen w stepi / russisch Лежит камень в степи, wiss. Transliteration Ležit kamen' v stepi / Ein Stein liegt in der Steppe (Elisabeth Jelinek)
- Letela schisn / russisch Летела жизнь, wiss. Transliteration Letela žizn' / Ich selbst bin aus Rostov (Elisabeth Jelinek)
- Liritscheskaja / russisch Лирическая, wiss. Transliteration Liričeskaja / Lyrik (Elisabeth Jelinek)
- Liritscheskaja / russisch Лирическая, wiss. Transliteration Liričeskaja / Lyrisches Lied (J.Opfermann)
- Liritscheskaja / russisch Лирическая, wiss. Transliteration Liričeskaja / Lyrisch Lied (M.Lieser)
- Liritscheskaja / russisch Лирическая, wiss. Transliteration Liričeskaja / Lyrisches Lied (F.Viehweg)
- Liritscheskaja / russisch Лирическая, wiss. Transliteration Liričeskaja / Das Lyrische (N.Anton)
- Liritscheskaja / russisch Лирическая, wiss. Transliteration Liričeskaja / Die Lyrische (M.Janvar)
- Liritscheskaja / russisch Лирическая, wiss. Transliteration Liričeskaja / Lyrisches
- Litschnost w schtatskom / russisch Личность в штатском, wiss. Transliteration Ličnost' v štatskom / Vor der Auslandsreise (Elisabeth Jelinek)
- Ljaguschonok Dschim i Jaschtscherka Bill / russisch Лягушонок Джим и Ящерка Билль, wiss. Transliteration Ljagušonok Džim i Jaščerka Bill' / Jimmy und Billy (Elisabeth Jelinek)
- Ljublju tebja seitschas... / russisch Люблю тебя сейчас..., wiss. Transliteration Ljublju tebja sejčas... / Ich liebe dich jetzt (Elisabeth Jelinek)
- Ljudi goworili morju... / russisch Люди говорили морю..., wiss. Transliteration Ljudi govorili morju... / Die Menschen sagten Auf Wiedersehen... (Elisabeth Jelinek)
- Lukomorja bolsche net / russisch Лукоморья больше нет, wiss. Transliteration Lukomor'ja bol'še net / Lukomorja gibt es nicht mehr (Elisabeth Jelinek)
- Lukomorja bolsche net / russisch Лукоморья больше нет, wiss. Transliteration Lukomor'ja bol'še net / Die alten Zeiten sind vorbei (I.Golubev)
- Lukomorja bolsche net / russisch Лукоморья больше нет, wiss. Transliteration Lukomor'ja bol'še net / Lukomorie (G.Krambehr)
- Marafon / russisch Марафон, wiss. Transliteration Marafon / Marathon (Elisabeth Jelinek)
- Marinka, sluschai... / russisch Маринка, слушай..., wiss. Transliteration Marinka, slušaj... / Marinka, hör zu... (Elisabeth Jelinek)
- Marjuschka / russisch Марьюшка, wiss. Transliteration Mar'juška / Lied der Marja (Elisabeth Jelinek)
- Marsch akwalangistow / russisch Марш аквалангистов, wiss. Transliteration Marš akvalangistov / Marsch der Taucher (Elisabeth Jelinek)
- Marsch antipodow / russisch Марш антиподов, wiss. Transliteration Marš antipodov / Marsch der Antipoden (Elisabeth Jelinek)
- Marsch fisikow / russisch Марш физиков, wiss. Transliteration Marš fizikov / Marsch der Physikstudenten (Elisabeth Jelinek)
- Marsch futbolnoi komandy «Medwedi» / russisch Марш футбольной команды «Медведи», wiss. Transliteration Marš futbol'noj komandy «Medvedi»  / Marsch des Fußballkommandos „Bären“ (Elisabeth Jelinek)
- Marsch kosmitscheskich negodjajew / russisch Марш космических негодяев, wiss. Transliteration Marš kosmičeskich negodjaev / Das Lied vom kosmischen Halunken (Elisabeth Jelinek)
- Maschiny idut... / russisch Машины идут..., wiss. Transliteration Mašiny idut... / Auto fahren vorbei... (Elisabeth Jelinek)
- Maschorny swetofor... / russisch Мажорный светофор..., wiss. Transliteration Mažornyj svetofor... / Die lustige Verkehrsampel... (Elisabeth Jelinek)
- Maski / russisch Маски, wiss. Transliteration Maski / Masken (Elisabeth Jelinek)
- Maski / russisch Маски, wiss. Transliteration Maski / Masken (G.Krambehr)
- Maski / russisch Маски, wiss. Transliteration Maski / Masken (R.Andert)
- Mat moja – dawai rydat / russisch Мать моя - давай рыдать, wiss. Transliteration Mat' moja – davaj rydat' / Alles ist vorbei... (Elisabeth Jelinek)
- Mat moja – dawai rydat / russisch Мать моя - давай рыдать, wiss. Transliteration Mat' moja – davaj rydat' / Wohin, wohin werd’ ich verbannt? (W.Nilles)
- Menja opjat udarilo w osnob / russisch Меня опять ударило в озноб, wiss. Transliteration Menja opjat' udarilo v oznob / Mich überfiel wieder der Schüttelfrost (Elisabeth Jelinek)
- Metatel molota / russisch Метатель молота, wiss. Transliteration Metatel' molota / Lied über den Hammerwerfer (Elisabeth Jelinek)
- Milizeiski protokol / russisch Милицейский протокол, wiss. Transliteration Milicejskij protokol / Polizeiprotokoll (Elisabeth Jelinek)
- Milizeiski protokol / russisch Милицейский протокол, wiss. Transliteration Milicejskij protokol / Das Milizprotokoll (R.Andert)
- Milizeiski protokol / russisch Милицейский протокол, wiss. Transliteration Milicejskij protokol / Ein Polizeiprotokoll (I.Golubev)
- Milizeiski protokol / russisch Милицейский протокол, wiss. Transliteration Milicejskij protokol / Polizeiprotokoll (L.Sindermann)
- Mischka Schifman / russisch Мишка Шифман, wiss. Transliteration Miška Šifman / Mischka Schifman (Elisabeth Jelinek)
- Misterija chippi / russisch Мистерия хиппи, wiss. Transliteration Misterija chippi / Das Mysterium Hippie (Elisabeth Jelinek)
- Mne kaschdy wetscher... / russisch Мне каждый вечер..., wiss. Transliteration Mne každyj večer... / Man zündet mir jeden Abend Kerzen an (Elisabeth Jelinek)
- Mne rebjata skasali... / russisch Мне ребята сказали..., wiss. Transliteration Mne rebjata skazali... / Die Kumpel erzählten mir (Elisabeth Jelinek)
- Mne skuly ot dossady swodit / russisch Мне скулы от досады сводит, wiss. Transliteration Mne skuly ot dosady svodit / Ich knirrsche vor Ärger... (Elisabeth Jelinek)
- Mne sudba – do poslednei tscherty... / russisch Мне судьба - до последней черты..., wiss. Transliteration Mne sud'ba – do poslednej čerty... / Mein Schicksal – bis zum letzten Atemzug... (Elisabeth Jelinek)
- Mne sudba – do poslednei tscherty... / russisch Мне судьба - до последней черты..., wiss. Transliteration Mne sud'ba – do poslednej čerty... / Mein Schicksal ist... (K.Schwarz)
- Mog by byt ja pri teschtsche... / russisch Мог бы быть я при теще..., wiss. Transliteration Mog by byt' ja pri tešče... / Ich könnte bei der Schwiegermutter... (Elisabeth Jelinek)
- Moi drug ujechal w Magadan / russisch Мой друг уехал в Магадан, wiss. Transliteration Moj drug uechal v Magadan / Mein Freund ist nach Magadan gefahren (Elisabeth Jelinek)
- Moi drug ujechal w Magadan / russisch Мой друг уехал в Магадан, wiss. Transliteration Moj drug uechal v Magadan / Magadan (M.Lieser)
- Moi Gamlet / russisch Мой Гамлет, wiss. Transliteration Moj Gamlet / Mein Hamlet (Elisabeth Jelinek)
- Moi Gamlet / russisch Мой Гамлет, wiss. Transliteration Moj Gamlet / Mein Hamlet (D.Hochmuth)
- Moi Gamlet / russisch Мой Гамлет, wiss. Transliteration Moj Gamlet / Mein Hamlet (P.Gosse)
- Moi tscherny tschelowek / russisch Мой черный человек, wiss. Transliteration Moj černyj čelovek / Mein schwarzer Mensch (Elisabeth Jelinek)
- Moi tscherny tschelowek / russisch Мой черный человек, wiss. Transliteration Moj černyj čelovek / Der schwarze Mann (H.Oberländer)
- Moja zyganskaja / russisch Моя цыганская, wiss. Transliteration Moja cyganskaja / Mein Zigeunerlied (Elisabeth Jelinek)
- Moja zyganskaja / russisch Моя цыганская, wiss. Transliteration Moja cyganskaja / Meine Zigeunerromanze (R.Andert)
- Moja zyganskaja / russisch Моя цыганская, wiss. Transliteration Moja cyganskaja / Mein Zigeunerlied (M.Lieser)
- Moja zyganskaja / russisch Моя цыганская, wiss. Transliteration Moja cyganskaja / Alles, alles ist verkehrt (M.Remane)
- Moja zyganskaja / russisch Моя цыганская, wiss. Transliteration Moja cyganskaja / Meine Zigeunerromanze (G.Krambehr)
- Moja zyganskaja / russisch Моя цыганская, wiss. Transliteration Moja cyganskaja / Mein Zigeunerlied (L.Kust)
- Moja zyganskaja / russisch Моя цыганская, wiss. Transliteration Moja cyganskaja / Mein Zigeunerlied (E.Luft)
- Moja zyganskaja / russisch Моя цыганская, wiss. Transliteration Moja cyganskaja / Ach nochmal (H.Klemt)
- Moreplawatel-odinotschka / russisch Мореплаватель-одиночка, wiss. Transliteration Moreplavatel'-odinočka / Der Seefahrer-Einzelgänger (Elisabeth Jelinek)
- Moskwa – Odessa / russisch Москва - Одесса, wiss. Transliteration Moskva – Odessa / Moskau – Odessa (Elisabeth Jelinek)
- Moskwa – Odessa / russisch Москва - Одесса, wiss. Transliteration Moskva – Odessa / Moskau – Odessa (R.Andert)
- Moskwa – Odessa / russisch Москва - Одесса, wiss. Transliteration Moskva – Odessa / Dresden – Essen (I.Golubev)
- Moskwa – Odessa / russisch Москва - Одесса, wiss. Transliteration Moskva – Odessa / Moskau – Odessa (J.Opfermann)
- Moskwa – Odessa / russisch Москва - Одесса, wiss. Transliteration Moskva – Odessa / Moskau – Odessa (J.Warkentin)
- Moskwa – Odessa / russisch Москва - Одесса, wiss. Transliteration Moskva – Odessa / Moskau – Odessa (T.Billeb)
- Mosty sgoreli... / russisch Мосты сгорели..., wiss. Transliteration Mosty sgoreli... / Die Brücken sind verbrannt... (Elisabeth Jelinek)
- Mosty sgoreli... / russisch Мосты сгорели..., wiss. Transliteration Mosty sgoreli... / Die Brücken (R.Bräuer)
- Muru na bljude... / russisch Муру на блюде..., wiss. Transliteration Muru na bljude... / Ich esse Überbleibsel vom Teller (Elisabeth Jelinek)
- Muru na bljude... / russisch Муру на блюде..., wiss. Transliteration Muru na bljude... / Ich würg den Fraß vom Teller... (R.Andert)
- My bditelny / russisch Мы бдительны, wiss. Transliteration My bditel'ny / Wir sind wachsam... (Elisabeth Jelinek)
- My bes etich maschin... / russisch Мы без этих машин..., wiss. Transliteration My bez ėtich mašin... / Ohne diese Autos sind... (Elisabeth Jelinek)
- My s masterom po welosportu... / russisch Мы с мастером по велоспорту..., wiss. Transliteration My s masterom po velosportu... / Ich und Galja... (Elisabeth Jelinek)
- My w otscheredi perwyje stojali / russisch Мы в очереди первые стояли, wiss. Transliteration My v očeredi pervye stojali / Und alle Leute murrten und murrten... (Elisabeth Jelinek)
- My w otscheredi perwyje stojali / russisch Мы в очереди первые стояли, wiss. Transliteration My v očeredi pervye stojali / Wir waren die ersten in der Schlange (R.Andert)
- My w otscheredi perwyje stojali / russisch Мы в очереди первые стояли, wiss. Transliteration My v očeredi pervye stojali / Die Menschen murrten (M.Remane)
- My was schdem / russisch Мы вас ждем, wiss. Transliteration My vas ždem / So geschah es... (Elisabeth Jelinek)
- My was schdem / russisch Мы вас ждем, wiss. Transliteration My vas ždem / So geschah es... (R.Andert)
- My was schdem / russisch Мы вас ждем, wiss. Transliteration My vas ždem / So geschah es... (J.Opfermann)
- My wraschtschajem Semlju / russisch Мы вращаем Землю, wiss. Transliteration My vraščaem Zemlju / Wir drehen die Erde (Elisabeth Jelinek)
- My wraschtschajem Semlju / russisch Мы вращаем Землю, wiss. Transliteration My vraščaem Zemlju / Wir drehen die Erde (J.Opfermann)
- Na futbol / russisch На футбол, wiss. Transliteration Na futbol / In meinem Kopf... (Elisabeth Jelinek)
- Na odnogo / russisch На одного, wiss. Transliteration Na odnogo / Wenn der Wodka wäre für mich alleine (Elisabeth Jelinek)
- Na ostrowe neobitajemom... / russisch На острове необитаемом..., wiss. Transliteration Na ostrove neobitaemom... / Auf unbewohnten Inseln... (Elisabeth Jelinek)
- Nabat / russisch Набат, wiss. Transliteration Nabat / Sturmläuten (Elisabeth Jelinek)
- Nado s kem-to rassorit kogo-to... / russisch Надо с кем-то рассорить кого-то..., wiss. Transliteration Nado s kem-to rassorit' kogo-to... / Irgendjemand muß sich mit jemandem... (Elisabeth Jelinek)
- Naraspaschku – pri ljuboi pogode... / russisch Нараспашку - при любой погоде..., wiss. Transliteration Naraspašku – pri ljuboj pogode... / Aufgeknöpft bei jedem Wetter... (Elisabeth Jelinek)
- Naschi pomechi – epoche pod stat / russisch Наши помехи - эпохе под стать, wiss. Transliteration Naši pomechi – ėpoche pod stat' / Unsere Hindernisse in der Epoche... (Elisabeth Jelinek)
- Natschalos wse w sentjabre... / russisch Началось все в сентябре..., wiss. Transliteration Načalos' vse v sentjabre... / Es begann alles im September... (Elisabeth Jelinek)
- Natschalossja sposaranku... / russisch Началося спозаранку..., wiss. Transliteration Načalosja spozaranku... / Das hat früh angefangen (Elisabeth Jelinek)
- Nawodtschiza / russisch Наводчица, wiss. Transliteration Navodčica / Die Kundschafterin (Elisabeth Jelinek)
- Ne brossat, ne toptat... / russisch Не бросать, не топтать..., wiss. Transliteration Ne brosat', ne toptat'… / „Nichts wegwerfen“, „Nicht betreten“... (Elisabeth Jelinek)
- Ne grusti / russisch Не грусти, wiss. Transliteration Ne grusti / Sei nicht traurig (Elisabeth Jelinek)
- Ne gudi bes mery... / russisch Не гуди без меры..., wiss. Transliteration Ne gudi bez mery... / Hupt nicht maßlos... (Elisabeth Jelinek)
- Ne odnaschdy wstretschal... / russisch Не однажды встречал..., wiss. Transliteration Ne odnaždy vstrečal... / Ich habe nicht nur einmal Schurken... (Elisabeth Jelinek)
- Ne otdawaite w fisiki detei... / russisch Не отдавайте в физики детей..., wiss. Transliteration Ne otdavajte v fiziki detej... / Der Stand der modernen Wissenschaft (Elisabeth Jelinek)
- Ne samanisch menja... / russisch Не заманишь меня..., wiss. Transliteration Ne zamaniš' menja... / Man kann mich nicht zum Estradenkonzert... (Elisabeth Jelinek)
- Ne ujesschai / russisch Не уезжай, wiss. Transliteration Ne uezžaj / Ist es möglich... (Elisabeth Jelinek)
- Ne uwodite menja is wesny / russisch Не уводите меня из весны, wiss. Transliteration Ne uvodite menja iz vesny / Der Frühling hat gerade begonnen (Elisabeth Jelinek)
- Ne uwodite menja is wesny / russisch Не уводите меня из весны, wiss. Transliteration Ne uvodite menja iz vesny / Dem frühling entrisen (W.Nilles)
- Ne wpadai ni w tosku... / russisch Не впадай ни в тоску..., wiss. Transliteration Ne vpadaj ni v tosku... / Verfalle nicht in Schwermut... (Elisabeth Jelinek)
- Neitralnaja polossa / russisch Нейтральная полоса, wiss. Transliteration Nejtral'naja polosa / Auf dem neutralen Streifen (Elisabeth Jelinek)
- Neitralnaja polossa / russisch Нейтральная полоса, wiss. Transliteration Nejtral'naja polosa / Niemandsland (R.Andert)
- Neitralnaja polossa / russisch Нейтральная полоса, wiss. Transliteration Nejtral'naja polosa / Der Neutralstreifen (L.Kust)
- Net rjadom nikogo / russisch Нет рядом никого, wiss. Transliteration Net rjadom nikogo / Es gibt niemand daneben... (Elisabeth Jelinek)
- Neuschto sdes soschelsja klinom swet... / russisch Неужто здесь сошелся клином свет..., wiss. Transliteration Neužto zdes' sošelsja klinom svet... / Er ist wirklich hier... (Elisabeth Jelinek)
- Newidimka / russisch Невидимка, wiss. Transliteration Nevidimka / Der Unsichtbare (Elisabeth Jelinek)
- Nit Ariadny / russisch Нить Ариадны, wiss. Transliteration Nit' Ariadny / Der Ariadnefaden (Elisabeth Jelinek)
- Nol sem / russisch Ноль семь, wiss. Transliteration Nol' sem' / Null Sieben (Elisabeth Jelinek)
- Nol sem / russisch Ноль семь, wiss. Transliteration Nol' sem'  / Null Sieben (J.Opfermann)
- Nowyje lewyje / russisch Новые левые, wiss. Transliteration Novye levye / Die neuen Linken sind brave Knaben... (Elisabeth Jelinek)
- Nu o tschem s toboju goworit!.. / russisch Ну о чем с тобою говорить!.., wiss. Transliteration Nu o čem s toboju govorit'!.. / Nun worüber kann man mit dir sprechen!.. (Elisabeth Jelinek)
- Nu o tschem s toboju goworit!.. / russisch Ну о чем с тобою говорить!.., wiss. Transliteration Nu o čem s toboju govorit'!.. / Alles, was du sagst... (R.Andert)
- O dwuch krassiwych awtomobiljach / russisch О двух красивых автомобилях, wiss. Transliteration O dvuch krasivych avtomobiljach / Das Lied über zwei schöne Autos (Elisabeth Jelinek)
- O kitaiskoi probleme / russisch О китайской проблеме, wiss. Transliteration O kitajskoj probleme / Es gibt auf der Erde... (Elisabeth Jelinek)
- O mojem starschine / russisch О моем старшине, wiss. Transliteration O moem staršine / Über meinen Rangältesten (Elisabeth Jelinek)
- O mojem starschine / russisch О моем старшине, wiss. Transliteration O moem staršine / Von meinem Feldwebel (R.Andert)
- O mojem starschine / russisch О моем старшине, wiss. Transliteration O moem staršine / Über meinen Spieß (J.Opfermann)
- O naschei wstretsche / russisch О нашей встрече, wiss. Transliteration O našej vstreče / Über unser Treffen... (Elisabeth Jelinek)
- O naschei wstretsche / russisch О нашей встрече, wiss. Transliteration O našej vstreče / Uns’re Begegnung (I.Golubev)
- O nestschastnych lesnych schiteljach / russisch О несчастных лесных жителях, wiss. Transliteration O nesčastnych lesnych žiteljach / Märchen über unglückliche Märchenfiguren (Elisabeth Jelinek)
- O nowom wremeni / russisch О новом времени, wiss. Transliteration O novom vremeni / Lied von der neuen Zeit (Elisabeth Jelinek)
- O nowom wremeni / russisch О новом времени, wiss. Transliteration O novom vremeni / Lied von der neuen Zeit (R.Andert)
- O nowom wremeni / russisch О новом времени, wiss. Transliteration O novom vremeni / Über Die Neue Zeit (E.Högemann)
- O nowom wremeni / russisch О новом времени, wiss. Transliteration O novom vremeni / Das Lied Von Der Neuen Zeit (M.Schaiber)
- O poetach / russisch О поэтах, wiss. Transliteration O poėtach / Über fatale Daten und Zahlen (Elisabeth Jelinek)
- O poetach / russisch О поэтах, wiss. Transliteration O poėtach / Über fatale Daten und Zahlen (R.Andert)
- O poetach / russisch О поэтах, wiss. Transliteration O poėtach  Von fatalen Daten und Zahlen (I.Golubev)
- O poetach / russisch О поэтах, wiss. Transliteration O poėtach  / An die Dichter (A.Svoboda)
- O prozesse Sinjawskogo i Danielja / russisch О процессе Синявского и Даниэля, wiss. Transliteration O processe Sinjavskogo i Daniėlja / Der Prozeß ist vorbei... (Elisabeth Jelinek)
- O snakach Sodiaka / russisch О знаках Зодиака, wiss. Transliteration O znakach Zodiaka / Über Tierkreiszeichen (Elisabeth Jelinek)
- O snakach Sodiaka / russisch О знаках Зодиака, wiss. Transliteration O znakach Zodiaka / Über die Sternzeichen (G.Krambehr)
- O wkussach ne sporjat / russisch О вкусах не спорят, wiss. Transliteration O vkusach ne sporjat / Über Geschmack läßt sich nicht streiten (Elisabeth Jelinek)
- Obschtschajus s tischinoi ja... / russisch Общаюсь с тишиной я..., wiss. Transliteration Obščajus' s tišinoj ja... / Ich unterhalte mich mit der Stille... (Elisabeth Jelinek)
- Ochota na kabanow / russisch Охота на кабанов, wiss. Transliteration Ochota na kabanov / Jagd auf Wildschweine (Elisabeth Jelinek)
- Ochota na kabanow / russisch Охота на кабанов, wiss. Transliteration Ochota na kabanov / Wildschweinjagd (M.Lieser)
- Ochota na wolkow / russisch Охота на волков, wiss. Transliteration Ochota na volkov / Die Wolfsjagd (R.Andert)
- Ochota na wolkow / russisch Охота на волков, wiss. Transliteration Ochota na volkov / Die Wolfsjagd (I.Golubev)
- Ochota na wolkow / russisch Охота на волков, wiss. Transliteration Ochota na volkov / Wolfsjagd (M.Lieser)
- Ochota na wolkow / russisch Охота на волков, wiss. Transliteration Ochota na volkov / Die Wolfsjagd (G.Krambehr)
- Ochota na wolkow / russisch Охота на волков, wiss. Transliteration Ochota na volkov / Die Wolfsjagd (H.Oberländer)
- Ochota na wolkow / russisch Охота на волков, wiss. Transliteration Ochota na volkov / Die Wolfsjagd (W.Wiesner)
- Ochota na wolkow / russisch Охота на волков, wiss. Transliteration Ochota na volkov / Die Wofsjagd (R.Kirsch)
- Ochota na wolkow / russisch Охота на волков, wiss. Transliteration Ochota na volkov / Die Wolfsjagd (E.Luft)
- Ochota na wolkow / russisch Охота на волков, wiss. Transliteration Ochota na volkov / Die Wolfsjagd (H.Klemt)
- Ochota na wolkow / russisch Охота на волков, wiss. Transliteration Ochota na volkov / Die Wolfsjagd (A.Wagner)
- Ochota na wolkow / russisch Охота на волков, wiss. Transliteration Ochota na volkov / Die Wolfsjagd
- Ochota s wertoletow / russisch Охота с вертолетов, wiss. Transliteration Ochota s vertoletov / Jagd vom Hubschrauber (Elisabeth Jelinek)
- Ochota s wertoletow / russisch Охота с вертолетов, wiss. Transliteration Ochota s vertoletov / Ende der Wolfsjagd (R.Andert)
- Ochota s wertoletow / russisch Охота с вертолетов, wiss. Transliteration Ochota s vertoletov / Wo seid ihr, Wölfe? (M.Remane)
- Odnako, wtjagiwat schiwot... / russisch Однако, втягивать живот..., wiss. Transliteration Odnako, vtjagivat' život... / Den Bauch einzuziehen jedoch... (Elisabeth Jelinek)
- Oi, gde byl ja wtschera / russisch Ой, где был я вчера, wiss. Transliteration Oj, gde byl ja včera / Ach, wo ich gestern war (Elisabeth Jelinek)
- Olowjannyje soldatiki / russisch Оловянные солдатики, wiss. Transliteration Olovjannye soldatiki / Zinnsoldaten (Elisabeth Jelinek)
- On ne wernulsja is boja / russisch Он не вернулся из боя, wiss. Transliteration On ne vernulsja iz boja / Er kehrte nicht zurück aus dem Kampf (Elisabeth Jelinek)
- On ne wernulsja is boja / russisch Он не вернулся из боя, wiss. Transliteration On ne vernulsja iz boja / Er ist aus der Schlacht nicht gekommen (R.Andert)
- On ne wernulsja is boja / russisch Он не вернулся из боя, wiss. Transliteration On ne vernulsja iz boja / Er kam nicht zurück aus der Feldschlacht (I.Golubev)
- On ne wernulsja is boja / russisch Он не вернулся из боя, wiss. Transliteration On ne vernulsja iz boja / Er Kam Nicht Aus Der Schlacht Zurück (E.Högemann)
- On ne wernulsja is boja / russisch Он не вернулся из боя, wiss. Transliteration On ne vernulsja iz boja / Er kam nicht aus der Schlacht (H.Oberländer)
- On ne wernulsja is boja / russisch Он не вернулся из боя, wiss. Transliteration On ne vernulsja iz boja / Er ist draussen im Feuer geblieben (J.Warkentin)
- On ne wernulsja is boja / russisch Он не вернулся из боя, wiss. Transliteration On ne vernulsja iz boja / Er hat die Schlacht nicht verlassen (J.Anderlana)
- On ne wernulsja is boja / russisch Он не вернулся из боя, wiss. Transliteration On ne vernulsja iz boja / Er kehrte aus der Schlacht nicht zurück
- On ne wernulsja is boja / russisch Он не вернулся из боя, wiss. Transliteration On ne vernulsja iz boja / Er kam nicht zurück aus dem Kampf (M.Bluhm)
- Ona byla w Parische / russisch Она была в Париже, wiss. Transliteration Ona byla v Pariže; Sie war in Paris (Elisabeth Jelinek)
- Ona byla w Parische / russisch Она была в Париже, wiss. Transliteration Ona byla v Pariže / Sie war schon in Paris (R.Andert)
- Ona byla w Parische / russisch Она была в Париже, wiss. Transliteration Ona byla v Pariže / Sie war schon in Paris (G.Krambehr)
- Ona na dwor... / russisch Она на двор..., wiss. Transliteration Ona na dvor... / Sie geht raus und er hinein (Elisabeth Jelinek)
- Oplawljajutsja swetschi... / russisch Оплавляются свечи..., wiss. Transliteration Oplavljajutsja sveči... / Die Kerzen tropfen... (Elisabeth Jelinek)
- Oplawljajutsja swetschi... / russisch Оплавляются свечи..., wiss. Transliteration Oplavljajutsja sveči... / Kerzen schmelzen und legen... (R.Andert)
- Oplawljajutsja swetschi... / russisch Оплавляются свечи..., wiss. Transliteration Oplavljajutsja sveči... / Kerzen schmelzen und tropfen... (L.Kust)
- Oschidanije dlilos... / russisch Ожидание длилось..., wiss. Transliteration Ožidanie dlilos'… / Aus dem Reisetagebuch (Elisabeth Jelinek)
- Oschidanije dlilos... / russisch Ожидание длилось..., wiss. Transliteration Ožidanie dlilos'… / Aus meinem Reisetagebuch (R.Andert)
- Ot skutschnych schabaschei... / russisch От скучных шабашей..., wiss. Transliteration Ot skučnych šabašej... / Vom langweiligen Hexensabbat... (Elisabeth Jelinek)
- Otberite orden u Nassera / russisch Отберите орден у Насера, wiss. Transliteration Otberite orden u Nasera / Ich verliere den wahren Glauben (Elisabeth Jelinek)
- Otpischite mne w Sibir... / russisch Отпишите мне в Сибирь..., wiss. Transliteration Otpišite mne v Sibir'… / Schreiben Sie mir nach Sibirien... (Elisabeth Jelinek)
- Otpustite mne grechi... / russisch Отпустите мне грехи..., wiss. Transliteration Otpustite mne grechi... / Vergebt mir meine Sünden (Elisabeth Jelinek)
- Otschi tschernyje-I. Pogonja / russisch Очи черные-I. Погоня, wiss. Transliteration Oči černye-I. Pogonja / Schwarze Augen I. Verfolgung (Elisabeth Jelinek)
- Otschi tschernyje-I. Pogonja / russisch Очи черные-I. Погоня, wiss. Transliteration Oči černye-I. Pogonja / Verfolgungsjagd (R.Andert)
- Otschi tschernyje-II. Tschuschoi dom / russisch Очи черные-II. Чужой дом, wiss. Transliteration Oči černye-II. Čužoj dom / Schwarze Augen II. Das alte Haus (Elisabeth Jelinek)
- Otschi tschernyje-II. Tschuschoi dom / russisch Очи черные-II. Чужой дом, wiss. Transliteration Oči černye-II. Čužoj dom / Das Haus (R.Andert)
- Otschi tschernyje-II. Tschuschoi dom / russisch Очи черные-II. Чужой дом, wiss. Transliteration Oči černye-II. Čužoj dom / Das stumme Haus (H.Oberländer)
- Otschi tschernyje-II. Tschuschoi dom / russisch Очи черные-II. Чужой дом, wiss. Transliteration Oči černye-II. Čužoj dom / Unbehaust (M.Jershowa)
- Ottschego sijajut liza... / russisch Отчего сияют лица..., wiss. Transliteration Otčego sijajut lica... / Warum strahlen die Gesichter... (Elisabeth Jelinek)
- Otwet s Selchoswystawki / russisch Ответ с Сельхозвыставки, wiss. Transliteration Otvet s Sel'chozvystavki / Brief aus der Landwirtschaftlichen Ausstellung (Elisabeth Jelinek)
- Otwet s Selchoswystawki / russisch Ответ с Сельхозвыставки, wiss. Transliteration Otvet s Sel'chozvystavki / Brief mit Landwirtschaftsausstellung (G.Krambehr)
- Padenije Alissy / russisch Падение Алисы, wiss. Transliteration Padenie Alisy / Der Sturz von Alice (Elisabeth Jelinek)
- Pamjati Schukschina / russisch Памяти Шукшина, wiss. Transliteration Pamjati Šukšina / Gedenken an Wasilij Schukschin (Elisabeth Jelinek)
- Pamjati Schukschina / russisch Памяти Шукшина, wiss. Transliteration Pamjati Šukšina / Wassili Schukschin zum Gedenken (R.Andert)
- Pamjati Schukschina / russisch Памяти Шукшина, wiss. Transliteration Pamjati Šukšina / Auf Schukschins Tod (M.Remane)
- Pamjatnik / russisch Памятник, wiss. Transliteration Pamjatnik / Mein Denkmal (R.Bräuer)
- Parad-alle... / russisch Парад-алле..., wiss. Transliteration Parad-alle... / Parade-Allee!.. (Elisabeth Jelinek)
- Parnja spassem... / russisch Парня спасем..., wiss. Transliteration Parnja spasem... / Wir retten den Burschen... (Elisabeth Jelinek)
- Parodii delajet on... / russisch Пародии делает он..., wiss. Transliteration Parodii delaet on... Er parodiert dich... (Elisabeth Jelinek)
- Parodija na plochoi detektiw / russisch Пародия на плохой детектив, wiss. Transliteration Parodija na plochoj detektiv / Krimi (R.Andert)
- Pered pojesdkoi sa rubesch / russisch Перед поездкой за рубеж, wiss. Transliteration Pered poezdkoj za rubež / Instruktionen vor der Reise ins Ausland (Elisabeth Jelinek)
- Pered pojesdkoi sa rubesch / russisch Перед поездкой за рубеж, wiss. Transliteration Pered poezdkoj za rubež / Anleitung vor einer Auslandsreise (R.Andert)
- Perwy kosmonawt / russisch Первый космонавт, wiss. Transliteration Pervyj kosmonavt / Ich maß als erster im Countdown... (R.Andert)
- Pesnja Alissy / russisch Песня Алисы, wiss. Transliteration Pesnja Alisy / Ein Lied von Alice (Elisabeth Jelinek)
- Pesnja awtomobilista / russisch Песня автомобилиста, wiss. Transliteration Pesnja avtomobilista / Lied eines Autobesitzers (R.Andert)
- Pesnja awtosawistnika / russisch Песня автозавистника, wiss. Transliteration Pesnja avtozavistnika / Lied des Autoneiders (Elisabeth Jelinek)
- Pesnja bespokoistwa / russisch Песня беспокойства, wiss. Transliteration Pesnja bespokojstva / Lied der Unruhe (Elisabeth Jelinek)
- Pesnja bespokoistwa / russisch Песня беспокойства, wiss. Transliteration Pesnja bespokojstva  / Das Segel oder das Lied der Unruhe (I.Golubev)
- Pesnja Billa Siggera / russisch Песня Билла Сиггера, wiss. Transliteration Pesnja Billa Siggera / Bill Siggers Lied (Elisabeth Jelinek)
- Pesnja Dodo / russisch Песня Додо, wiss. Transliteration Pesnja Dodo / Carrolls Lied (Elisabeth Jelinek)
- Pesnja Geraschtschenko / russisch Песня Геращенко, wiss. Transliteration Pesnja Geraščenko / Lied des Gerashchenko (Elisabeth Jelinek)
- Pesnja Gogera-Mogera / russisch Песня Гогера-Могера, wiss. Transliteration Pesnja Gogera-Mogera / Lied von Goger-Moger (Elisabeth Jelinek)
- Pesnja inwalida / russisch Песня инвалида, wiss. Transliteration Pesnja invalida / Wir sind im ganzen Lande... (Elisabeth Jelinek)
- Pesnja komandirowannogo / russisch Песня командированного, wiss. Transliteration Pesnja komandirovannogo / Lied eines Dienstreisenden (Elisabeth Jelinek)
- Pesnja kontschenogo tscheloweka / russisch Песня конченого человека, wiss. Transliteration Pesnja končenogo čeloveka / Lied eines erledigten Menschen (Elisabeth Jelinek)
- Pesnja Lakeja-Ljaguschonka / russisch Песня Лакея-Лягушонка, wiss. Transliteration Pesnja Lakeja-Ljagušonka / Fröschlein (Elisabeth Jelinek)
- Pesnja lettschika / russisch Песня летчика, wiss. Transliteration Pesnja letčika / Das Pilotenlied (Elisabeth Jelinek)
- Pesnja lettschika / russisch Песня летчика, wiss. Transliteration Pesnja letčika / Sie sind acht, wir sind zwei (J.Opfermann)
- Pesnja lettschika / russisch Песня летчика, wiss. Transliteration Pesnja letčika / Der Luftkampf
- Pesnja lettschika-ispytatelja / russisch Песня летчика-испытателя, wiss. Transliteration Pesnja letčika-ispytatelja / Testpilot (J.Opfermann)
- Pesnja lettschika-istrebitelja / russisch Песня летчика-истребителя, wiss. Transliteration Pesnja letčika-istrebitelja / Ich bin ein Flieger... (Elisabeth Jelinek)
- Pesnja Martowskogo Saiza / russisch Песня Мартовского Зайца, wiss. Transliteration Pesnja Martovskogo Zajca / Der Märzenhase (Elisabeth Jelinek)
- Pesnja matrossa / russisch Песня матроса, wiss. Transliteration Pesnja matrosa / Ganz Russland bis zu den Grenzen... (Elisabeth Jelinek)
- Pesnja mikrofona / russisch Песня микрофона, wiss. Transliteration Pesnja mikrofona / Lied des Mikrophons (Elisabeth Jelinek)
- Pesnja mikrofona / russisch Песня микрофона, wiss. Transliteration Pesnja mikrofona / Lied des Mikrophons (R.Andert)
- Pesnja muschikow / russisch Песня мужиков, wiss. Transliteration Pesnja mužikov / „Pugadshov“ (Elisabeth Jelinek)
- Pesnja Myschi / russisch Песня Мыши, wiss. Transliteration Pesnja Myši / Das Lied einer Maus (Elisabeth Jelinek)
- Pesnja o druge / russisch Песня о друге, wiss. Transliteration Pesnja o druge / Das Lied vom Freund (J.Opfermann)
- Pesnja o druge / russisch Песня о друге, wiss. Transliteration Pesnja o druge / Das Lied vom Freunde (G.Krambehr)
- Pesnja o druge / russisch Песня о друге, wiss. Transliteration Pesnja o druge / Das Lied vom Freund (J.Warkentin)
- Pesnja o druge / russisch Песня о друге, wiss. Transliteration Pesnja o druge / Das Lied vom Freunde (J.Lipsk)
- Pesnja o druge / russisch Песня о друге, wiss. Transliteration Pesnja o druge / Lied über einen Freund (T.Eisbrenner)
- Pesnja o druschbe / russisch Песня о дружбе, wiss. Transliteration Pesnja o družbe / Da sind plötzlich unsere Wege auseinander (Elisabeth Jelinek)
- Pesnja o gospitale / russisch Песня о госпитале, wiss. Transliteration Pesnja o gospitale / Lied über das Spital (Elisabeth Jelinek)
- Pesnja o gospitale / russisch Песня о госпитале, wiss. Transliteration Pesnja o gospitale / Lied vom Lazarett (R.Andert)
- Pesnja o gospitale / russisch Песня о госпитале, wiss. Transliteration Pesnja o gospitale / Im Lazarett (W.Biermann)
- Pesnja o konze woiny / russisch Песня о конце войны, wiss. Transliteration Pesnja o konce vojny / Über das Kriegsende (Elisabeth Jelinek)
- Pesnja o konze woiny / russisch Песня о конце войны, wiss. Transliteration Pesnja o konce vojny / Lied vom Ende des Krieges (J.Opfermann)
- Pesnja o konze woiny / russisch Песня о конце войны, wiss. Transliteration Pesnja o konce vojny / Das Lied über das Ende des Krieges (L.Kust)
- Pesnja o konze woiny / russisch Песня о конце войны, wiss. Transliteration Pesnja o konce vojny / Uber das Ende des Krieges (D.Hochmuth)
- Pesnja o notach / russisch Песня о нотах, wiss. Transliteration Pesnja o notach / Lied über Noten (Elisabeth Jelinek)
- Pesnja o pogibschem lettschike / russisch Песня о погибшем летчике, wiss. Transliteration Pesnja o pogibšem letčike / Lied über den abgestürzten Piloten (Elisabeth Jelinek)
- Pesnja o pogibschem lettschike / russisch Песня о погибшем летчике, wiss. Transliteration Pesnja o pogibšem letčike / Lied vom gefallenen Freund (J.Opfermann)
- Pesnja o schtangiste / russisch Песня о штангисте, wiss. Transliteration Pesnja o štangiste / Lied über den Gewichtheber (Elisabeth Jelinek)
- Pesnja o Semle / russisch Песня о Земле, wiss. Transliteration Pesnja o Zemle / Lied von der Erde (R.Andert)
- Pesnja o Semle / russisch Песня о Земле, wiss. Transliteration Pesnja o Zemle / Lied von der Erde (M.Remane)
- Pesnja o Semle / russisch Песня о Земле, wiss. Transliteration Pesnja o Zemle / Lied Von Der Erde (E.Högemann)
- Pesnja o Semle / russisch Песня о Земле, wiss. Transliteration Pesnja o Zemle / Die Erde (W.Wiesner)
- Pesnja o Semle / russisch Песня о Земле, wiss. Transliteration Pesnja o Zemle / Lied über die Erde (E.Maaß)
- Pesnja o Semle / russisch Песня о Земле, wiss. Transliteration Pesnja o Zemle / Das Lied von der Erde (M.Schaiber)
- Pesnja o Semle / russisch Песня о Земле, wiss. Transliteration Pesnja o Zemle / Das Lied von der Erde (T.Eisbrenner)
- Pesnja o Semle / russisch Песня о Земле, wiss. Transliteration Pesnja o Zemle / Lied von der Erde (V.Kempe)
- Pesnja o spletnjach / russisch Песня о сплетнях, wiss. Transliteration Pesnja o spletnjach / Ich bin nicht da... (Elisabeth Jelinek)
- Pesnja o spletnjach / russisch Песня о сплетнях, wiss. Transliteration Pesnja o spletnjach / Ich sei ausgereist (R.Andert)
- Pesnja o starom dome / russisch Песня о старом доме, wiss. Transliteration Pesnja o starom dome / Lied-Märchen über das alte Haus (Elisabeth Jelinek)
- Pesnja o sudbe / russisch Песня о судьбе, wiss. Transliteration Pesnja o sud'be / Lied über das Schicksal (Elisabeth Jelinek)
- Pesnja o sumasschedschem dome / russisch Песня о сумасшедшем доме, wiss. Transliteration Pesnja o sumasšedšem dome / Lied über das Irrenhaus (Elisabeth Jelinek)
- Pesnja o tschernom i belom lebedjach / russisch Песня о черном и белом лебедях, wiss. Transliteration Pesnja o černom i belom lebedjach / Lied über den schwarzen und weißen Schwan (Elisabeth Jelinek)
- Pesnja o weschtschei Kassandre / russisch Песня о вещей Кассандре, wiss. Transliteration Pesnja o veščej Kassandre / Lied über die prophetische Kassandra (Elisabeth Jelinek)
- Pesnja o weschtschei Kassandre / russisch Песня о вещей Кассандре, wiss. Transliteration Pesnja o veščej Kassandre / Die Prophetin Kassandra (R.Andert)
- Pesnja o weschtschei Kassandre / russisch Песня о вещей Кассандре, wiss. Transliteration Pesnja o veščej Kassandre / Ein Lied über Kassandra (I.Golubev)
- Pesnja o weschtschei Kassandre / russisch Песня о вещей Кассандре, wiss. Transliteration Pesnja o veščej Kassandre / Die Prophetin Kassandra (G.Krambehr)
- Pesnja o weschtschem Olege / russisch Песня о вещем Олеге, wiss. Transliteration Pesnja o veščem Olege / Lied über den weisen Oleg (Elisabeth Jelinek)
- Pesnja o Wolge / russisch Песня о Волге, wiss. Transliteration Pesnja o Volge / Lied über die Wolga (Elisabeth Jelinek)
- Pesnja ob obischennom Wremeni / russisch Песня об обиженном Времени, wiss. Transliteration Pesnja ob obižennom Vremeni / Lied über die gekränkte Zeit (Elisabeth Jelinek)
- Pesnja Orechowoi Soni / russisch Песня Ореховой Сони, wiss. Transliteration Pesnja Orechovoj Soni / Schlafmütze (Elisabeth Jelinek)
- Pesnja Orlenka Eda / russisch Песня Орленка Эда, wiss. Transliteration Pesnja Orlenka Ėda / Der junge Adler Ed (Elisabeth Jelinek)
- Pesnja parnja u obeliska kosmonawtam / russisch Песня парня у обелиска космонавтам, wiss. Transliteration Pesnja parnja u obeliska kosmonavtam / Lied von dem Burschen beim Obelisken (Elisabeth Jelinek)
- Pesnja Ponedelnika / russisch Песня Понедельника, wiss. Transliteration Pesnja Ponedel'nika / Montagslied (Elisabeth Jelinek)
- Pesnja Popugaja / russisch Песня Попугая, wiss. Transliteration Pesnja Popugaja / Über den Papagei (Elisabeth Jelinek)
- Pesnja pro belogo slona / russisch Песня про белого слона, wiss. Transliteration Pesnja pro belogo slona  / Lied über den weißen Elefanten (Elisabeth Jelinek)
- Pesnja pro belogo slona / russisch Песня про белого слона, wiss. Transliteration Pesnja pro belogo slona / Weiße Elefanten (L.Kust)
- Pesnja pro mangustow / russisch Песня про мангустов, wiss. Transliteration Pesnja pro mangustov / Liedchen über Mangusten (Elisabeth Jelinek)
- Pesnja pro netschist / russisch Песня про нечисть, wiss. Transliteration Pesnja pro nečist' / Lied-Märchen über das Böse (Elisabeth Jelinek)
- Pesnja pro prawogo insaida / russisch Песня про правого инсайда, wiss. Transliteration Pesnja pro pravogo insajda / Lied über einen wirklichen Insider (Elisabeth Jelinek)
- Pesnja pro rebenka-porossenka / russisch Песня про ребенка-поросенка, wiss. Transliteration Pesnja pro rebenka-porosenka / Lied über das Ferkel-Kind (Elisabeth Jelinek)
- Pesnja pro stukatscha / russisch Песня про стукача, wiss. Transliteration Pesnja pro stukača / Lied über einen Informanten (Elisabeth Jelinek)
- Pesnja pro stukatscha / russisch Песня про стукача, wiss. Transliteration Pesnja pro stukača / Lied vom Denunzianten (D.Hoffmann)
- Pesnja pro zifry / russisch Песня про цифры, wiss. Transliteration Pesnja pro cifry / Lied von Alice über Zahlen (Elisabeth Jelinek)
- Pesnja Rjabogo / russisch Песня Рябого, wiss. Transliteration Pesnja Rjabogo / Lied des Pockennarbigen (Elisabeth Jelinek)
- Pesnja Robina Gussja / russisch Песня Робина Гуся, wiss. Transliteration Pesnja Robina Gusja / Liedchen-Vorstellung von Robin Gans (Elisabeth Jelinek)
- Pesnja samoleta-istrebitelja / russisch Песня самолета-истребителя, wiss. Transliteration Pesnja samoleta-istrebitelja / „Jak“ – Jagdflieger (Elisabeth Jelinek)
- Pesnja samoleta-istrebitelja / russisch Песня самолета-истребителя, wiss. Transliteration Pesnja samoleta-istrebitelja  / Das Lied eines Jagdflugzeuges (I.Golubev)
- Pesnja samoleta-istrebitelja / russisch Песня самолета-истребителя, wiss. Transliteration Pesnja samoleta-istrebitelja / „Jak“ – Jagdflugzeug (J.Opfermann)
- Pesnja Sanki / russisch Песня Саньки, wiss. Transliteration Pesnja San'ki / Ein Lied von Sanjka (Elisabeth Jelinek)
- Pesnja Saschki Tscherwnja / russisch Песня Сашки Червня, wiss. Transliteration Pesnja Saški Červnja / Für Geld setze ich mein Leben... (Elisabeth Jelinek)
- Pesnja sawistnika / russisch Песня завистника, wiss. Transliteration Pesnja zavistnika / Lied des Neiders (Elisabeth Jelinek)
- Pesnja sawistnika / russisch Песня завистника, wiss. Transliteration Pesnja zavistnika / Mein Nachbar (R.Andert)
- Pesnja Schljapnika / russisch Песня Шляпника, wiss. Transliteration Pesnja Šljapnika / Der Hutmacher (Elisabeth Jelinek)
- Pesnja Seneschina / russisch Песня Сенежина, wiss. Transliteration Pesnja Senežina / Seneschins Lied (Elisabeth Jelinek)
- Pesnja soldata / russisch Песня солдата, wiss. Transliteration Pesnja soldata / Trauriges (Elisabeth Jelinek)
- Pesnja studentow-archeologow / russisch Песня студентов-археологов, wiss. Transliteration Pesnja studentov-archeologov / Lied des Archäologiestudenten (Elisabeth Jelinek)
- Pesnja taksista / russisch Песня таксиста, wiss. Transliteration Pesnja taksista / Die Münder der Stiegenhäuser... (Elisabeth Jelinek)
- Pesnja Tscheschirskogo Kota / russisch Песня Чеширского Кота, wiss. Transliteration Pesnja Češirskogo Kota / Der Cheshire Kater (Elisabeth Jelinek)
- Pesnja-skaska pro dschinna / russisch Песня-сказка про джинна, wiss. Transliteration Pesnja-skazka pro džinna / Lied-Märchen über den Dschinn (Elisabeth Jelinek)
- Pessenka kinoaktera / russisch Песенка киноактера, wiss. Transliteration Pesenka kinoaktera / Liedchen des Schauspielers (Elisabeth Jelinek)
- Pessenka o peresselenii dusch / russisch Песенка о переселении душ, wiss. Transliteration Pesenka o pereselenii duš / Liedchen über die Seelenwanderung (Elisabeth Jelinek)
- Pessenka o peresselenii dusch / russisch Песенка о переселении душ, wiss. Transliteration Pesenka o pereselenii duš / Die Seelenwanderung (R.Andert)
- Pessenka o peresselenii dusch / russisch Песенка о переселении душ, wiss. Transliteration Pesenka o pereselenii duš / Seelenwanderung (R.Andert)
- Pessenka o peresselenii dusch / russisch Песенка о переселении душ, wiss. Transliteration Pesenka o pereselenii duš / Die Umsiedlung der Seelen (I.Golubev)
- Pessenka o peresselenii dusch / russisch Песенка о переселении душ, wiss. Transliteration Pesenka o pereselenii duš / Lied von der Seelenwanderung (J.Opfermann)
- Pessenka o peresselenii dusch / russisch Песенка о переселении душ, wiss. Transliteration Pesenka o pereselenii duš / Seelenwanderung (M.Lieser)
- Pessenka o staroi Odesse / russisch Песенка о старой Одессе, wiss. Transliteration Pesenka o staroj Odesse / Couplet von Bengaljiski (Elisabeth Jelinek)
- Pessenka o staroi Odesse / russisch Песенка о старой Одессе, wiss. Transliteration Pesenka o staroj Odesse / Strophen von Bengaljiski (L.Sindermann)
- Pessenka plagiatora / russisch Песенка плагиатора, wiss. Transliteration Pesenka plagiatora / Besuch der Muse (Elisabeth Jelinek)
- Pessenka polotera / russisch Песенка полотера, wiss. Transliteration Pesenka polotera / Das Lied von Wanja vor den Studenten (Elisabeth Jelinek)
- Pessenka pro jogow / russisch Песенка про йогов, wiss. Transliteration Pesenka pro jogov / Liedchen über Jogis (Elisabeth Jelinek)
- Pessenka pro pryguna w dlinu / russisch Песенка про прыгуна в длину, wiss. Transliteration Pesenka pro pryguna v dlinu / Das Liedchen über den Weitspringer (Elisabeth Jelinek)
- Pessenka pro pryguna w dlinu / russisch Песенка про прыгуна в длину, wiss. Transliteration Pesenka pro pryguna v dlinu / Ein Liedchen über einen Weitspringer (I.Golubev)
- Pessenka pro schenu Mao Zseduna / russisch Песенка про жену Мао Цзедуна, wiss. Transliteration Pesenka pro ženu Mao Czeduna / Liedchen über die Frau von Mao Tse-tung (Elisabeth Jelinek)
- Pessenka pryguna w wyssotu / russisch Песенка прыгуна в высоту, wiss. Transliteration Pesenka pryguna v vysotu / Lied über den Hochspringer (Elisabeth Jelinek)
- Pessenka pryguna w wyssotu / russisch Песенка прыгуна в высоту, wiss. Transliteration Pesenka pryguna v vysotu / Ein Liedchen über einen Hochspringer (I.Golubev)
- Pewez u mikrofona / russisch Певец у микрофона, wiss. Transliteration Pevec u mikrofona / Der Sänger vor dem Mikrophon (Elisabeth Jelinek)
- Pewez u mikrofona / russisch Певец у микрофона, wiss. Transliteration Pevec u mikrofona / Lied des Sängers am Mikrophon (R.Andert)
- Pewez u mikrofona / russisch Певец у микрофона, wiss. Transliteration Pevec u mikrofona / Lied am Mikrofon (W.Berg)
- Piratskaja pesnja / russisch Пиратская песня, wiss. Transliteration Piratskaja pesnja / Piratenlied (Elisabeth Jelinek)
- Pismo / russisch Письмо, wiss. Transliteration Pis'mo / Kumpel, schreibt mir einen Brief (Elisabeth Jelinek)
- Pismo / russisch Письмо, wiss. Transliteration Pis'mo / Freunde, schreibt mir einen Brief (L.Seidel)
- Pismo k drugu / russisch Письмо к другу, wiss. Transliteration Pis'mo k drugu / Brief an einen Freund (Elisabeth Jelinek)
- Pismo kitaiskim rukowoditeljam / russisch Письмо китайским руководителям, wiss. Transliteration Pis'mo kitajskim rukovoditeljam / Brief der Arbeiter der Tambovschen Fabrik (Elisabeth Jelinek)
- Pismo na Selchoswystawku / russisch Письмо на Сельхозвыставку, wiss. Transliteration Pis'mo na Sel'chozvystavku / Brief zur Landwirtschaftlichen Ausstellung (Elisabeth Jelinek)
- Pismo na Selchoswystawku / russisch Письмо на Сельхозвыставку, wiss. Transliteration Pis'mo na Sel'chozvystavku / Brief nach Landwirtschaftsausstellung (G.Krambehr)
- Pismo pered bojem / russisch Письмо перед боем, wiss. Transliteration Pis'mo pered boem / Brief vor dem Kampf (Elisabeth Jelinek)
- Pismo pered bojem / russisch Письмо перед боем, wiss. Transliteration Pis'mo pered boem / Der Brief (J.Opfermann)
- Pismo torgowza fruktami / russisch Письмо торговца фруктами, wiss. Transliteration Pis'mo torgovca fruktami / Brief des Verkäufers von Früchten (Elisabeth Jelinek)
- Pismo w «Otschewidnoje – newerojatnoje» / russisch Письмо в «Очевидное - невероятное», wiss. Transliteration Pis'mo v «Očevidnoe – neverojatnoe» / Liebe Sendung (Elisabeth Jelinek)
- Pismo w «Otschewidnoje – newerojatnoje» / russisch Письмо в «Очевидное - невероятное», wiss. Transliteration Pis'mo v «Očevidnoe – neverojatnoe» / Offener Brief aus einem Irrenhaus (I.Golubev)
- Po retschke schisni... / russisch По речке жизни..., wiss. Transliteration Po rečke žizni... / Im Fluß des Lebens schwamm... (Elisabeth Jelinek)
- Po wode, na kolessach... / russisch По воде, на колесах..., wiss. Transliteration Po vode, na kolesach... / Zu Wasser, auf Rädern, im Sattel... (Elisabeth Jelinek)
- Pobeg na rywok / russisch Побег на рывок, wiss. Transliteration Pobeg na ryvok / Die Flucht mit einem Sprung (Elisabeth Jelinek)
- Podymaite ruki... / russisch Подымайте руки..., wiss. Transliteration Podymajte ruki... / Heben Sie die Hände... (Elisabeth Jelinek)
- Pojesdka w gorod / russisch Поездка в город, wiss. Transliteration Poezdka v gorod / Fahrt in die Stadt (Elisabeth Jelinek)
- Pojesdka w gorod / russisch Поездка в город, wiss. Transliteration Poezdka v gorod / Fahrt in die Stadt (R.Andert)
- Poka wy sdes w wannotschke... / russisch Пока вы здесь в ванночке..., wiss. Transliteration Poka vy zdes' v vannočke... / Ein Kartenspiel auf den Tisch (Elisabeth Jelinek)
- Poputtschik / russisch Попутчик, wiss. Transliteration Poputčik / Der Beifahrer (Elisabeth Jelinek)
- Popytka samoubijstwa / russisch Попытка самоубийства, wiss. Transliteration Popytka samoubijstva / Ein Selbstmordversuch (Elisabeth Jelinek)
- Posabyw pro dela... / russisch Позабыв про дела..., wiss. Transliteration Pozabyv pro dela... / Anliegen und Aufregungen vergessend... (Elisabeth Jelinek)
- Poschary / russisch Пожары, wiss. Transliteration Požary / Brände (Elisabeth Jelinek)
- Poschary / russisch Пожары, wiss. Transliteration Požary / Brände (J.Opfermann)
- Posle tschempionata mira po futbolu / russisch После чемпионата мира по футболу, wiss. Transliteration Posle čempionata mira po futbolu / Der Kommentator aus seiner Kabine... (Elisabeth Jelinek)
- Posledni schulik / russisch Последний жулик, wiss. Transliteration Poslednij žulik / Ich begrüße Sie... (Elisabeth Jelinek)
- Posmotrisch – srasu skaschesch... / russisch Посмотришь - сразу скажешь..., wiss. Transliteration Posmotriš' – srazu skažeš'… / Du schaust – sofort erkennst du... (Elisabeth Jelinek)
- Possadka / russisch Посадка, wiss. Transliteration Posadka / Das Einsteigen (Elisabeth Jelinek)
- Poswolte, snatschit, doloschit... / russisch Позвольте, значит, доложить..., wiss. Transliteration Pozvol'te, značit, doložit'… / Erlauben Sie, das heißt, zu berichten... (Elisabeth Jelinek)
- Potschemu aborigeny seli Kuka / russisch Почему аборигены съели Кука, wiss. Transliteration Počemu aborigeny sʺeli Kuka / Warum hatten die Ureinwohner Cook gefressen? (L.Kust)
- Potschemu aborigeny seli Kuka / russisch Почему аборигены съели Кука, wiss. Transliteration Počemu aborigeny sʺeli Kuka / Kapitän Cook
- Prawda wed, obidno... / russisch Правда ведь, обидно..., wiss. Transliteration Pravda ved', obidno... / Wie gemein, stimmt doch (Elisabeth Jelinek)
- Predstawlenije Belogo Krolika / russisch Представление Белого Кролика, wiss. Transliteration Predstavlenie Belogo Krolika / Dodo und ein weißes Kaninchen (Elisabeth Jelinek)
- Prerwanny polet / russisch Прерванный полет, wiss. Transliteration Prervannyj polet / Der unvollendete Flug (Elisabeth Jelinek)
- Prerwanny polet / russisch Прерванный полет, wiss. Transliteration Prervannyj polet / Eine Frucht, der das Reifen mißlang... (R.Andert)
- Pri wsjakoi pogode / russisch При всякой погоде, wiss. Transliteration Pri vsjakoj pogode / Bei jedem Wetter... (Elisabeth Jelinek)
- Prigoworennyje k schisni / russisch Приговоренные к жизни, wiss. Transliteration Prigovorennye k žizni / Solodovs Lied (Elisabeth Jelinek)
- Prigoworennyje k schisni / russisch Приговоренные к жизни, wiss. Transliteration Prigovorennye k žizni / Verdammt zum Leben
- Prijechal w Monako... / russisch Приехал в Монако..., wiss. Transliteration Priechal v Monako... / Nach Monako kam... (Elisabeth Jelinek)
- Prischelzy / russisch Пришельцы, wiss. Transliteration Prišel'cy / Jeder will sich ein bißchen erwärmen... (Elisabeth Jelinek)
- Pritschitanija Sinei Gussenizy / russisch Причитания Синей Гусеницы, wiss. Transliteration Pričitanija Sinej Gusenicy / Klagelied der Raupe (Elisabeth Jelinek)
- Prittscha o Prawde i Lschi / russisch Притча о Правде и Лжи, wiss. Transliteration Pritča o Pravde i Lži / Parabel von der Wahrheit (R.Andert)
- Prittscha o Prawde i Lschi / russisch Притча о Правде и Лжи, wiss. Transliteration Pritča o Pravde i Lži / Die Wahrheit und die Lüge (W.Wiesner)
- Prittscha o Prawde i Lschi / russisch Притча о Правде и Лжи, wiss. Transliteration Pritča o Pravde i Lži / Ballade von der Wahrheit (R.Kirsch)
- Pro dikogo weprja / russisch Про дикого вепря, wiss. Transliteration Pro dikogo veprja / Über den wilden Keiler (Elisabeth Jelinek)
- Pro dikogo weprja / russisch Про дикого вепря, wiss. Transliteration Pro dikogo veprja / Vom wilden Eber (H.Butzmann)
- Pro dikogo weprja / russisch Про дикого вепря, wiss. Transliteration Pro dikogo veprja / Vom wilden Keiler (O.Eyrich)
- Pro Don Schuana / russisch Про Дон Жуана, wiss. Transliteration Pro Don Žuana / Bis siebzehn habe ich keine Frau geschlagen (Elisabeth Jelinek)
- Pro glupzow / russisch Про глупцов, wiss. Transliteration Pro glupcov / Über Dummköpfe (Elisabeth Jelinek)
- Pro konkobeschza-sprintera / russisch Про конькобежца-спринтера, wiss. Transliteration Pro kon'kobežca-sprintera / Lied über den Kurzstreckeneisläufer (Elisabeth Jelinek)
- Pro konkobeschza-sprintera / russisch Про конькобежца-спринтера, wiss. Transliteration Pro kon'kobežca-sprintera / Von einem Eislaufsprinter (R.Andert)
- Pro ljubow w epochu Wosroschdenija / russisch Про любовь в эпоху Возрождения, wiss. Transliteration Pro ljubov' v ėpochu Vozroždenija / Die Liebe in der Epoche der Renaissance (Elisabeth Jelinek)
- Pro ljubow w kamennom weke / russisch Про любовь в каменном веке, wiss. Transliteration Pro ljubov' v kamennom veke / Über die Liebe in der Steinzeit (Elisabeth Jelinek)
- Pro ljubow w srednije weka / russisch Про любовь в средние века, wiss. Transliteration Pro ljubov' v srednie veka / Über die Liebe im Mittelalter (Elisabeth Jelinek)
- Pro menja goworjat... / russisch Про меня говорят..., wiss. Transliteration Pro menja govorjat... / Über mich sagt man... (Elisabeth Jelinek)
- Pro Meri Enn / russisch Про Мэри Энн, wiss. Transliteration Pro Mėri Ėnn / Über Mary Ann (Elisabeth Jelinek)
- Pro NLO / russisch Про НЛО, wiss. Transliteration Pro NLO / Unsere Vorfahren sind ungebildete... (Elisabeth Jelinek)
- Pro perwyje rjady / russisch Про первые ряды, wiss. Transliteration Pro pervye rjady / Lied über die erste Reihe (Elisabeth Jelinek)
- Pro perwyje rjady / russisch Про первые ряды, wiss. Transliteration Pro pervye rjady  Ein Lied über die ersten Reihen (I.Golubev)
- Pro retschku Watschu / russisch Про речку Вачу, wiss. Transliteration Pro rečku Vaču / Über den Fluß Watscha (Elisabeth Jelinek)
- Pro Sereschku Fomina / russisch Про Сережку Фомина, wiss. Transliteration Pro Serežku Fomina / Über Seroschka Fomin (Elisabeth Jelinek)
- Pro Sereschku Fomina / russisch Про Сережку Фомина, wiss. Transliteration Pro Serežku Fomina / Serjoschka Fomin (M.Remane)
- Pro tscherta / russisch Про черта, wiss. Transliteration Pro čerta/ Über den Teufel (Elisabeth Jelinek)
- Pro tscherta / russisch Про черта, wiss. Transliteration Pro čerta / Ich sauf mich tot vor Einsamkeit (E.Wiesenecker)
- Pro tscherta / russisch Про черта, wiss. Transliteration Pro čerta / Vom Teufel
- Pro wtoroje Ja / russisch Про второе Я, wiss. Transliteration Pro vtoroe Ja / Mein Geschmack und meine Anforderungen... (Elisabeth Jelinek)
- Pro wtoroje Ja / russisch Про второе Я, wiss. Transliteration Pro vtoroe Ja / Geschmack und Ansprüche... (R.Andert)
- Pro wtoroje Ja / russisch Про второе Я, wiss. Transliteration Pro vtoroe Ja / Über das zweite Ich (I.Golubev)
- Pro wtoroje Ja / russisch Про второе Я, wiss. Transliteration Pro vtoroe Ja / Ich habt zwei Ich (G.Krambehr)
- Prodelaw bresch w satischje... / russisch Проделав брешь в затишье..., wiss. Transliteration Prodelav breš' v zatiš'e... / Nachdem er eine Öffnung... (Elisabeth Jelinek)
- Professionaly / russisch Профессионалы, wiss. Transliteration Professionaly / Die Professionalisten (Elisabeth Jelinek)
- Proloschite, proloschite... / russisch Проложите, проложите..., wiss. Transliteration Proložite, proložite... / Bauen Sie, bauen Sie... (Elisabeth Jelinek)
- Proschla pora wstupleni i preljudi / russisch Прошла пора вступлений и прелюдий, wiss. Transliteration Prošla pora vstuplenij i preljudij / Vorbei ist die Zeit der Einleitungen... (Elisabeth Jelinek)
- Proschla pora wstupleni i preljudi / russisch Прошла пора вступлений и прелюдий, wiss. Transliteration Prošla pora vstuplenij i preljudij / Vorbei die Zeit (R.Andert)
- Proschla pora wstupleni i preljudi / russisch Прошла пора вступлений и прелюдий, wiss. Transliteration Prošla pora vstuplenij i preljudij / Vorbei die Zeit für Vorwort (H.Oberländer)
- Proschtschanije s gorami / russisch Прощание с горами, wiss. Transliteration Proščanie s gorami / Abschied von den Bergen (R.Andert)
- Proschtschanije s gorami / russisch Прощание с горами, wiss. Transliteration Proščanie s gorami / Abschied Von Den Bergen (E.Högemann)
- Proschtschanije s gorami / russisch Прощание с горами, wiss. Transliteration Proščanie s gorami / Der Abschid von Bergen (L.Kust)
- Proschtschanije s gorami / russisch Прощание с горами, wiss. Transliteration Proščanie s gorami / Abschied von den Bergen (J.Lipsk)
- Proschtschanije s gorami / russisch Прощание с горами, wiss. Transliteration Proščanie s gorami / Abschied von den Bergen (M.Ehlert)
- Prostite Mischku! / russisch Простите Мишку!, wiss. Transliteration Prostite Mišku! / Mischka Larin (Elisabeth Jelinek)
- Putaniza Alissy / russisch Путаница Алисы, wiss. Transliteration Putanica Alisy / Ein Wirrwarr von Alice (Elisabeth Jelinek)
- Rai tschertei / russisch Рай чертей, wiss. Transliteration Raj čertej / Paradies in Hölle (Elisabeth Jelinek)
- Raiskije jabloki (wariant) / russisch Райские яблоки (вариант), wiss. Transliteration Rajskie jabloki (variant) / Äpfel aus dem Paradies (R.Andert)
- Raiskije jabloki / russisch Райские яблоки, wiss. Transliteration Rajskie jabloki / Paradiesäpfel (Elisabeth Jelinek)
- Rasboinitschja / russisch Разбойничья, wiss. Transliteration Razbojnič'ja / Räuberlied (Elisabeth Jelinek)
- Rasskaschi, dorogoi / russisch Расскажи, дорогой, wiss. Transliteration Rasskaži, dorogoj / Erzähle, mein Lieber (Elisabeth Jelinek)
- Rasstrel gornogo echa / russisch Расстрел горного эха, wiss. Transliteration Rasstrel gornogo ėcha / Erschießung des Gebirgsechos (R.Andert)
- Rasstrel gornogo echa / russisch Расстрел горного эха, wiss. Transliteration Rasstrel gornogo ėcha / Erschießung Des Echos In Den Bergen (E.Högemann)
- Rasstrel gornogo echa / russisch Расстрел горного эха, wiss. Transliteration Rasstrel gornogo ėcha / Erschießung des Bergechos (W.Wiesner)
- Rasstrel gornogo echa / russisch Расстрел горного эха, wiss. Transliteration Rasstrel gornogo ėcha / Die Erschießung des Echos (M.Jershowa)
- Rasstrel gornogo echa / russisch Расстрел горного эха, wiss. Transliteration Rasstrel gornogo ėcha / Die Erschießung des Echos in den Bergen (K.Borowsky)
- Rastrewoschili w logowe... / russisch Растревожили в логове..., wiss. Transliteration Rastrevožili v logove... / Sie beunruhigen das alte Böse... (Elisabeth Jelinek)
- Raswedka bojem / russisch Разведка боем, wiss. Transliteration Razvedka boem / Kampfbereites Auskundschaften (Elisabeth Jelinek)
- Raswedka bojem / russisch Разведка боем, wiss. Transliteration Razvedka boem / Spähtrupp im Kampf (J.Opfermann)
- Realnei snowidenija i breda... / russisch Реальней сновидения и бреда..., wiss. Transliteration Real'nej snovidenija i breda... / Wahre Träume und Delirien... (Elisabeth Jelinek)
- Rekordy / russisch Рекорды, wiss. Transliteration Rekordy / Die Rekorde (Elisabeth Jelinek)
- Resche, mensche nojut rany... / russisch Реже, меньше ноют раны..., wiss. Transliteration Reže, men'še nojut rany... / Die Wunden schmerzen seltener... (Elisabeth Jelinek)
- Rewoljuzija w Tjumeni / russisch Революция в Тюмени, wiss. Transliteration Revoljucija v Tjumeni / Revolution in Tjumen (Elisabeth Jelinek)
- Rezidiwist / russisch Рецидивист, wiss. Transliteration Recidivist / Ein Wiederholungstäter (Elisabeth Jelinek)
- Rjadowoi Borissow / russisch Рядовой Борисов, wiss. Transliteration Rjadovoj Borisov / Soldat Borisov (Elisabeth Jelinek)
- Romans / russisch Романс, wiss. Transliteration Romans / Sie war so rein wie Schnee im Winter (Elisabeth Jelinek)
- Romans missis Rebus / russisch Романс миссис Ребус, wiss. Transliteration Romans missis Rebus / Die Romanze von Missis Rebus (Elisabeth Jelinek)
- Sa chleb i wodu / russisch За хлеб и воду, wiss. Transliteration Za chleb i vodu / Wir haben zusammen... (Elisabeth Jelinek)
- Sa menja newesta... / russisch За меня невеста..., wiss. Transliteration Za menja nevesta... / Die Braut wird um mich ehrlich wehklagen (Elisabeth Jelinek)
- Sa menja newesta... / russisch За меня невеста..., wiss. Transliteration Za menja nevesta... / Meine Braut wird heulen (I.Golubev)
- Sa menja newesta... / russisch За меня невеста..., wiss. Transliteration Za menja nevesta... / Weinen wird die Braut um mich (M.Remane)
- Sabyli / russisch Забыли, wiss. Transliteration Zabyli / Vergessen (Elisabeth Jelinek)
- Sapomnju, ostawlju w dusche etot wetscher / russisch Запомню, оставлю в душе этот вечер, wiss. Transliteration Zapomnju, ostavlju v duše ėtot večer / Ich werde diesen Abend im Gedächtnis... (Elisabeth Jelinek)
- Sarasa / russisch Зараза, wiss. Transliteration Zaraza / Warum denn, du Pest (Elisabeth Jelinek)
- Sarissowka o Leningrade / russisch Зарисовка о Ленинграде, wiss. Transliteration Zarisovka o Leningrade / Eine Notiz über Leningrad (Elisabeth Jelinek)
- Saryty w naschu pamjat... / russisch Зарыты в нашу память..., wiss. Transliteration Zaryty v našu pamjat'… / Vergraben sind in unserem Gedächtnis... (Elisabeth Jelinek)
- Satjaschnoi pryschok / russisch Затяжной прыжок, wiss. Transliteration Zatjažnoj pryžok / Absprung mit Verzögerung (Elisabeth Jelinek)
- Schan, Schak, Gijom, Gustaw... / russisch Жан, Жак, Гийом, Густав..., wiss. Transliteration Žan, Žak, Gijom, Gustav... / Jean, Jacques, Guillaume, Gustav... (Elisabeth Jelinek)
- Schertwa telewidenija / russisch Жертва телевидения, wiss. Transliteration Žertva televidenija; Opfer des Fernsehens (Elisabeth Jelinek)
- Schertwa telewidenija / russisch Жертва телевидения, wiss. Transliteration Žertva televidenija / Ein Fernsehopfer (R.Andert)
- Schertwa telewidenija / russisch Жертва телевидения, wiss. Transliteration Žertva televidenija / Das Fernsehopfer (I.Golubev)
- Schifmany / russisch Шифманы, wiss. Transliteration Šifmany / Die Schifman (Elisabeth Jelinek)
- Schil-byl odin tschudak... / russisch Жил-был один чудак..., wiss. Transliteration Žil-byl odin čudak... / Es war einmal ein komischer Kauz... (Elisabeth Jelinek)
- Schili-byli na more... / russisch Жили-были на море..., wiss. Transliteration Žili-byli na more... / Es lebten einmal am Meer... (Elisabeth Jelinek)
- Schisn oborwet moju... / russisch Жизнь оборвет мою..., wiss. Transliteration Žizn' oborvet moju... / Mein Leben wurde... (Elisabeth Jelinek)
- Schisn prekrasna, towarischtschi / russisch Жизнь прекрасна, товарищи, wiss. Transliteration Žizn' prekrasna, tovarišči / Hier ist also... (Elisabeth Jelinek)
- Schisni posle smerti net... / russisch Жизни после смерти нет..., wiss. Transliteration Žizni posle smerti net... / Leben gibt’s nicht nach dem Tod (V.Jahnke)
- Schiwu ja w lutschschem is mirow... / russisch Живу я в лучшем из миров..., wiss. Transliteration Živu ja v lučšem iz mirov... / Ich lebe in der besten der Welten... (Elisabeth Jelinek)
- Schiwutschi paren / russisch Живучий парень, wiss. Transliteration Živučij paren' / Der standhafte Bursche Barry (Elisabeth Jelinek)
- Schota Rustaweli, teplochodu i tscheloweku / russisch Шота Руставели, теплоходу и человеку, wiss. Transliteration Šota Rustaveli, teplochodu i čeloveku / Vielleicht einen Hang zum Seemann... (Elisabeth Jelinek)
- Schtangist / russisch Штангист, wiss. Transliteration Štangist / Mit einem Gesamtgewicht von sechshundert... (Elisabeth Jelinek)
- Schtorm / russisch Шторм, wiss. Transliteration Štorm / Sturm (Elisabeth Jelinek)
- Schtormit wes wetscher / russisch Штормит весь вечер, wiss. Transliteration Štormit ves' večer / Den ganzen Abend ist es stürmisch... (Elisabeth Jelinek)
- Schtormit wes wetscher / russisch Штормит весь вечер, wiss. Transliteration Štormit ves' večer / Den ganzen Abend Sturm... (R.Andert)
- Schtrafnyje bataljony / russisch Штрафные батальоны, wiss. Transliteration Štrafnye batal'ony / Strafbataillone (Elisabeth Jelinek)
- Schtrafnyje bataljony / russisch Штрафные батальоны, wiss. Transliteration Štrafnye batal'ony / Nur eine Stunde noch Artillerie... (R.Andert)
- Schtrafnyje bataljony / russisch Штрафные батальоны, wiss. Transliteration Štrafnye batal'ony / Die Strafkompanie (I.Golubev)
- Sdes sidel ty, Walet... / russisch Здесь сидел ты, Валет..., wiss. Transliteration Zdes' sidel ty, Valet... / Du bist hier gesessen... (Elisabeth Jelinek)
- Seka Wassiljew i Petrow seka / russisch Зэка Васильев и Петров зэка, wiss. Transliteration Zėka Vasil'ev i Petrov zėka / Zek Wasiljev und Petrov Zek (Elisabeth Jelinek)
- Semeinyje dela w Drewnem Rime / russisch Семейные дела в Древнем Риме, wiss. Transliteration Semejnye dela v Drevnem Rime  / Familienangelegenheiten im Alten Rom (Elisabeth Jelinek)
- Sentimentalny bokser / russisch Сентиментальный боксер, wiss. Transliteration Sentimental'nyj bokser / Lied über den sentimentalen Boxer (Elisabeth Jelinek)
- Sentimentalny bokser / russisch Сентиментальный боксер, wiss. Transliteration Sentimental'nyj bokser / Der Boxer (E.Högemann)
- Sentimentalny bokser / russisch Сентиментальный боксер, wiss. Transliteration Sentimental'nyj bokser / Das Lied vom sentimentalen Boxer (T.Kraft)
- Serebrjanyje struny / russisch Серебряные струны, wiss. Transliteration Serebrjanye struny / Silberne Saiten (Elisabeth Jelinek)
- Serebrjanyje struny / russisch Серебряные струны, wiss. Transliteration Serebrjanye struny / Freiheit der Gitarre (M.Remane)
- Serebrjanyje struny / russisch Серебряные струны, wiss. Transliteration Serebrjanye struny / Silberne Saiten (R.Bräuer)
- Serebrjanyje struny / russisch Серебряные струны, wiss. Transliteration Serebrjanye struny / Die silbernen Saiten (H.Bienek)
- Serenada Solowja-rasboinika / russisch Серенада Соловья-разбойника, wiss. Transliteration Serenada Solov'ja-razbojnika / Serenade vom Nachtigall-Räuber (Elisabeth Jelinek)
- Serenada Solowja-rasboinika / russisch Серенада Соловья-разбойника, wiss. Transliteration Serenada Solov'ja-razbojnika / Eine Serenade vom Nachtigall des Räubers
- Siwka-Burka / russisch Сивка-Бурка, wiss. Transliteration Sivka-Burka / Sivka-Burka (Elisabeth Jelinek)
- Skalolaska / russisch Скалолазка, wiss. Transliteration Skalolazka; Die Bergsteigerin (Elisabeth Jelinek)
- Skalolaska / russisch Скалолазка, wiss. Transliteration Skalolazka  / Die Bergsteigerin (J.Opfermann)
- Sklony schisni prjamyje... / russisch Склоны жизни прямые..., wiss. Transliteration Sklony žizni prjamye... / Das Alter steuert der Angst zu... (Elisabeth Jelinek)
- Skolko let... / russisch Сколько лет..., wiss. Transliteration Skol'ko let... / So viele Jahre, so viele Jahre (Elisabeth Jelinek)
- Skolko let... / russisch Сколько лет..., wiss. Transliteration Skol'ko let... / Noch ein Jahr... (M.Lieser)
- Skolko let... / russisch Сколько лет..., wiss. Transliteration Skol'ko let... / Mann, das ist kein Leben (M.Remane)
- Skolko pawschich boizow... / russisch Сколько павших бойцов..., wiss. Transliteration Skol'ko pavšich bojcov... / Wieviele gefallene Krieger liegen... (Elisabeth Jelinek)
- Skolko welikich wybylo... / russisch Сколько великих выбыло..., wiss. Transliteration Skol'ko velikich vybylo... / Wieviele Große sind ausgeschieden!.. (Elisabeth Jelinek)
- Skomorochi na jarmarke / russisch Скоморохи на ярмарке, wiss. Transliteration Skomorochi na jarmarke / Gaukler am Jahrmarkt (Elisabeth Jelinek)
- Skomorochi na jarmarke / russisch Скоморохи на ярмарке, wiss. Transliteration Skomorochi na jarmarke / Jahrmarkt (R.Andert)
- Slewa bessy, sprawa bessy... / russisch Слева бесы, справа бесы..., wiss. Transliteration Sleva besy, sprava besy... / Links sind böse Geister... (Elisabeth Jelinek)
- Sluchi / russisch Слухи, wiss. Transliteration Sluchi / Gerüchte (Elisabeth Jelinek)
- Sluchi / russisch Слухи, wiss. Transliteration Sluchi / Gerüchte (R.Andert)
- Sluchi / russisch Слухи, wiss. Transliteration Sluchi / Ein Liedchen über die Gerüchte (I.Golubev)
- Sluchi po Rossii werchowodjat... / russisch Слухи по России верховодят..., wiss. Transliteration Sluchi po Rossii verchovodjat... / Gerüchte führen in Russland... (Elisabeth Jelinek)
- Slutschai / russisch Случай, wiss. Transliteration Slučaj / Eine Begebenheit (Elisabeth Jelinek)
- Slutschai / russisch Случай, wiss. Transliteration Slučaj / Ein Vorfall (R.Andert)
- Slutschai na schachte / russisch Случай на шахте, wiss. Transliteration Slučaj na šachte / Vorfall in der Grube (Elisabeth Jelinek)
- Slutschai w restorane / russisch Случай в ресторане, wiss. Transliteration Slučaj v restorane / Begegnung im Restaurant (Elisabeth Jelinek)
- Slutschai w restorane / russisch Случай в ресторане, wiss. Transliteration Slučaj v restorane / Hier und dort sah man... (R.Andert)
- Smech, wesselje, radost... / russisch Смех, веселье, радость..., wiss. Transliteration Smech, vesel'e, radost'… / Lachen, Heiterkeit, Freude... (Elisabeth Jelinek)
- Smotriny / russisch Смотрины, wiss. Transliteration Smotriny / Brautschau (Elisabeth Jelinek)
- Smotriny / russisch Смотрины, wiss. Transliteration Smotriny / Polterabend (R.Andert)
- Snaiper / russisch Снайпер, wiss. Transliteration Snajper / Lied vom Trunk ergebenen Scharfschützen (Elisabeth Jelinek)
- Snatschala bylo Slowo... / russisch Сначала было Слово..., wiss. Transliteration Snačala bylo Slovo... / Zuerst war das Wort der Schwermut... (Elisabeth Jelinek)
- Soldat i priwidenije / russisch Солдат и привидение, wiss. Transliteration Soldat i prividenie / Der Soldat und das Gespenst (Elisabeth Jelinek)
- Soldat s pobedoju / russisch Солдат с победою, wiss. Transliteration Soldat s pobedoju / Der siegreiche Soldat (Elisabeth Jelinek)
- Soldatskaja / russisch Солдатская, wiss. Transliteration Soldatskaja / Lied von Ivan bei Maria (Elisabeth Jelinek)
- Soldatskaja / russisch Солдатская, wiss. Transliteration Soldatskaja / Die halbe Welt... (R.Andert)
- Soldaty gruppy «Zentr» / russisch Солдаты группы «Центр», wiss. Transliteration Soldaty gruppy «Centr» / Die Soldaten der Gruppe „Zentrum“ (Elisabeth Jelinek)
- Sorok dewjat dnei / russisch Сорок девять дней, wiss. Transliteration Sorok devjat' dnej / Neunundvierzig Tage (Elisabeth Jelinek)
- Spassibo, tschto schiwoi / russisch Спасибо, что живой, wiss. Transliteration Spasibo, čto živoj / Sag dazu noch danke, dass du lebst (Elisabeth Jelinek)
- Spassibo, tschto schiwoi / russisch Спасибо, что живой, wiss. Transliteration Spasibo, čto živoj / Sag danke, dass du noch am Leben bist (R.Bräuer)
- Spassibo, tschto schiwoi / russisch Спасибо, что живой, wiss. Transliteration Spasibo, čto živoj / Sei froh, dass du am Leben bist (H.Bienek)
- Spassite naschi duschi / russisch Спасите наши души, wiss. Transliteration Spasite naši duši / Rettet unsere Seelen (Elisabeth Jelinek)
- Spassite naschi duschi / russisch Спасите наши души, wiss. Transliteration Spasite naši duši / Rettet uns’re Seelen (I.Golubev)
- Spassite naschi duschi / russisch Спасите наши души, wiss. Transliteration Spasite naši duši / Rettet unsere Seelen
- Staratelskaja / russisch Старательская, wiss. Transliteration Staratel'skaja / Goldsucher (Elisabeth Jelinek)
- Starejem, brat... / russisch Стареем, брат..., wiss. Transliteration Stareem, brat... / Du sagst, wir werden älter, Bruder... (Elisabeth Jelinek)
- Strannaja skaska / russisch Странная сказка, wiss. Transliteration Strannaja skazka / Ein seltsames Märchen (Elisabeth Jelinek)
- Strannyje skatschki / russisch Странные скачки, wiss. Transliteration Strannye skački / Das seltsame Pferderennen (Elisabeth Jelinek)
- Stschettschik / russisch Счетчик, wiss. Transliteration Sčetčik / Rechnung (Elisabeth Jelinek)
- Studentscheskaja pesnja / russisch Студенческая песня, wiss. Transliteration Studenčeskaja pesnja / Studentenlied (Elisabeth Jelinek)
- Swadebnaja / russisch Свадебная, wiss. Transliteration Svadebnaja / Hochzeitslied (Elisabeth Jelinek)
- Swetschi potuschite... / russisch Свечи потушите..., wiss. Transliteration Sveči potušite... / Löschen Sie die Kerzen... (Elisabeth Jelinek)
- Swjosdy / russisch Звёзды, wiss. Transliteration Zvëzdy / Lied über die Sterne (Elisabeth Jelinek)
- Swjosdy / russisch Звёзды, wiss. Transliteration Zvëzdy / Sterne (J.Opfermann)
- Swjosdy / russisch Звёзды, wiss. Transliteration Zvëzdy / Sterne (G.Krambehr)
- Swjosdy / russisch Звёзды, wiss. Transliteration Zvëzdy / Das Lied über die Sterne (L.Kust)
- Swjosdy / russisch Звёзды, wiss. Transliteration Zvëzdy / Lied der Sterne (J.Anderlana)
- Swjosdy / russisch Звёзды, wiss. Transliteration Zvëzdy / Sterne
- Swoi obidy kaschdy tschelowek... / russisch Свои обиды каждый человек..., wiss. Transliteration Svoi obidy každyj čelovek... / Seine Kränkung jeder Mensch (Elisabeth Jelinek)
- Swoi ostrow / russisch Свой остров, wiss. Transliteration Svoj ostrov / Seine eigene Insel (Elisabeth Jelinek)
- Synowja uchodjat w boi / russisch Сыновья уходят в бой, wiss. Transliteration Synov'ja uchodjat v boj / Die Söhne ziehen in den Kampf (Elisabeth Jelinek)
- Synowja uchodjat w boi / russisch Сыновья уходят в бой, wiss. Transliteration Synov'ja uchodjat v boj / Die Söhne Ziehen In Den Kampf (R.Andert)
- Synowja uchodjat w boi / russisch Сыновья уходят в бой, wiss. Transliteration Synov'ja uchodjat v boj / Die Söhne Ziehen In Den Kampf (E.Högemann)
- Synowja uchodjat w boi / russisch Сыновья уходят в бой, wiss. Transliteration Synov'ja uchodjat v boj / Die Söhne ziehen in den Kampf (J.Meijer)
- Syt ja po gorlo / russisch Сыт я по горло, wiss. Transliteration Syt ja po gorlo / Ein Unterseeboot (Elisabeth Jelinek)
- Syt ja po gorlo / russisch Сыт я по горло, wiss. Transliteration Syt ja po gorlo / Ich hab’ alles satt (I.Golubev)
- Syt ja po gorlo / russisch Сыт я по горло, wiss. Transliteration Syt ja po gorlo / Untertauchen (M.Remane)
- Syt ja po gorlo / russisch Сыт я по горло, wiss. Transliteration Syt ja po gorlo / Satt bin ich’s alles (L.Kust)
- Tak dymno... / russisch Так дымно..., wiss. Transliteration Tak dymno... / Es ist so verraucht... (Elisabeth Jelinek)
- Tak dymno... / russisch Так дымно..., wiss. Transliteration Tak dymno... / Ich sing bis zu Ende mein Lied (R.Andert)
- Tak dymno... / russisch Так дымно..., wiss. Transliteration Tak dymno... / Der Rauch ist so dicht... (L.Kust)
- Tak dymno... / russisch Так дымно..., wiss. Transliteration Tak dymno... / Bis zum Schluss (F.Viehweg)
- Tak dymno... / russisch Так дымно..., wiss. Transliteration Tak dymno... / Alles voller Rauch...
- Tak ono i est... / russisch Так оно и есть..., wiss. Transliteration Tak ono i est'…  / So läuft das hier (Elisabeth Jelinek)
- Tam byli generalschi... / russisch Там были генеральши..., wiss. Transliteration Tam byli general'ši... / Dort gab es Generalinnen... (Elisabeth Jelinek)
- Tango / russisch Танго, wiss. Transliteration Tango / Tango (Elisabeth Jelinek)
- Tatuirowka / russisch Татуировка, wiss. Transliteration Tatuirovka  / Die Tatowierung (Elisabeth Jelinek)
- Tatuirowka / russisch Татуировка, wiss. Transliteration Tatuirovka / Die Tätowierung (R.Andert)
- Tatuirowka / russisch Татуировка, wiss. Transliteration Tatuirovka / Die Tätowierung (G.Krambehr)
- Tatuirowka / russisch Татуировка, wiss. Transliteration Tatuirovka / Tätowirung (L.Kust)
- Teatralno-tjuremny etjud / russisch Театрально-тюремный этюд, wiss. Transliteration Teatral'no-tjuremnyj ėtjud / Eine theatralische Gefängnis-Etüde (Elisabeth Jelinek)
- Temnota / russisch Темнота, wiss. Transliteration Temnota / Dunkelheit (Elisabeth Jelinek)
- Temnota / russisch Темнота, wiss. Transliteration Temnota / Im Finstern (E.Högemann)
- Teper ja budu sochnut ot toski... / russisch Теперь я буду сохнуть от тоски..., wiss. Transliteration Teper' ja budu sochnut' ot toski... / Jetzt werde ich vor Sehnsucht... (Elisabeth Jelinek)
- Tjumenskaja neft / russisch Тюменская нефть, wiss. Transliteration Tjumenskaja neft' / Tjumenisches Erdöl (Elisabeth Jelinek)
- Tjumenskaja neft / russisch Тюменская нефть, wiss. Transliteration Tjumenskaja neft' / Ol aus Tjumen (R.Andert)
- To byla ne intrischka... / russisch То была не интрижка..., wiss. Transliteration To byla ne intrižka... / Es war keine Affäre... (Elisabeth Jelinek)
- To li – w isbu i sapet... / russisch То ли - в избу и запеть..., wiss. Transliteration To li – v izbu i zapet'… / Es wäre besser in der Bauernhütte ein Lied... (Elisabeth Jelinek)
- Tot, kotory ne streljal / russisch Тот, который не стрелял, wiss. Transliteration Tot, kotoryj ne streljal / Einer, der nicht geschossen hat (Elisabeth Jelinek)
- Tot, kotory ne streljal / russisch Тот, который не стрелял, wiss. Transliteration Tot, kotoryj ne streljal / Der nicht geschossen hat (R.Andert)
- Tot, kotory ne streljal / russisch Тот, который не стрелял, wiss. Transliteration Tot, kotoryj ne streljal / Derjenige, der nicht geschossen hat (I.Golubev)
- Tot, kotory ne streljal / russisch Тот, который не стрелял, wiss. Transliteration Tot, kotoryj ne streljal / Einer, der nicht schoss (M.Lieser)
- Tot, kotory ne streljal / russisch Тот, который не стрелял, wiss. Transliteration Tot, kotoryj ne streljal / Der nicht geschossen hat
- Tot, kto ransche s neju byl / russisch Тот, кто раньше с нею был, wiss. Transliteration Tot, kto ran'še s neju byl / Derjenige, der früher mit ihr zusammen war (Elisabeth Jelinek)
- Tot, kto ransche s neju byl / russisch Тот, кто раньше с нею был, wiss. Transliteration Tot, kto ran'še s neju byl  / Der Typ, der früher bei ihr war (I.Golubev)
- Tot, kto ransche s neju byl / russisch Тот, кто раньше с нею был, wiss. Transliteration Tot, kto ran'še s neju byl / Der, der früher bei ihr war (M.Lieser)
- Tot, kto ransche s neju byl / russisch Тот, кто раньше с нею был, wiss. Transliteration Tot, kto ran'še s neju byl / Derjenige, der früher mit ihr zusammen war (A.Bahadir)
- Towarischtschi utschenyje!.. / russisch Товарищи ученые!.., wiss. Transliteration Tovarišči učenye!.. / Genossen Wissenschafter (Elisabeth Jelinek)
- Towarischtschi utschenyje!.. / russisch Товарищи ученые!.., wiss. Transliteration Tovarišči učenye!.. / Genossen Wissenschaftler (R.Bräuer)
- Tschastuschki is spektaklja «Schiwoi» / russisch Частушки из спектакля «Живой», wiss. Transliteration Častuški iz spektaklja «Živoj» / Wahrscheinlich drangen spitze Splitter... (Elisabeth Jelinek)
- Tschastuschki k swadbe / russisch Частушки к свадьбе, wiss. Transliteration Častuški k svad'be / Schnadahüpfel zur Hochzeit (Elisabeth Jelinek)
- Tschelowek sa bortom / russisch Человек за бортом, wiss. Transliteration Čelovek za bortom / Mann über Bord (Elisabeth Jelinek)
- Tschelowek sa bortom / russisch Человек за бортом, wiss. Transliteration Čelovek za bortom / Mann über Bord! (I.Golubev)
- Tscheres dessjat let / russisch Через десять лет, wiss. Transliteration Čerez desjat' let / In zehn Jahren (Elisabeth Jelinek)
- Tschernogorzy / russisch Черногорцы, wiss. Transliteration Černogorcy / Eine Handvoll Wasser... (Elisabeth Jelinek)
- Tschernoje soloto / russisch Черное золото, wiss. Transliteration Černoe zoloto / Marsch der Bergleute (Elisabeth Jelinek)
- Tschernoje soloto / russisch Черное золото, wiss. Transliteration Černoe zoloto / Schwarzes Gold (J.Opfermann)
- Tschernyje buschlaty / russisch Черные бушлаты, wiss. Transliteration Černye bušlaty / Die schwarzen Matrosenjacken (Elisabeth Jelinek)
- Tschernyje buschlaty / russisch Черные бушлаты, wiss. Transliteration Černye bušlaty / Schwarze Kittel (E.Högemann)
- Tschest schachmatnoi korony-I. Podgotowka / russisch Честь шахматной короны-I. Подготовка, wiss. Transliteration Čest' šachmatnoj korony-I. Podgotovka / Die Ehre der Schachkrone-I. Vorbereitung (Elisabeth Jelinek)
- Tschest schachmatnoi korony-I. Podgotowka / russisch Честь шахматной короны-I. Подготовка, wiss. Transliteration Čest' šachmatnoj korony-I. Podgotovka / Die Ehre der höchsten Schachkrone-I (I.Golubev)
- Tschest schachmatnoi korony-II. Igra / russisch Честь шахматной короны-II. Игра, wiss. Transliteration Čest' šachmatnoj korony-II. Igra / Die Ehre der Schachkrone-II. Spiel (Elisabeth Jelinek)
- Tschest schachmatnoi korony-II. Igra / russisch Честь шахматной короны-II. Игра, wiss. Transliteration Čest' šachmatnoj korony-II. Igra / Die Ehre der höchsten Schachkrone-II (I.Golubev)
- Tsche-tschet-ka / russisch Че-чет-ка, wiss. Transliteration Če-čet-ka / Stepptanz (Elisabeth Jelinek)
- Tschto brjucho-to podschalos-to... / russisch Что брюхо-то поджалось-то..., wiss. Transliteration Čto brjucho-to podžalos'-to... / Der Bauch schaut eingezogen aus... (Elisabeth Jelinek)
- Tschto sewodnja mne sudy... / russisch Что сегодня мне суды..., wiss. Transliteration Čto segodnja mne sudy... / Es ist mir heute nicht nach Gerichten... (Elisabeth Jelinek)
- Tschto slutschilos w Afrike / russisch Что случилось в Африке, wiss. Transliteration Čto slučilos' v Afrike / Die Giraffe (J.Opfermann)
- Tschto slutschilos w Afrike / russisch Что случилось в Африке, wiss. Transliteration Čto slučilos' v Afrike / Im gelben, heißen Afrika (M.Lieser)
- Tschto slutschilos w Afrike / russisch Что случилось в Африке, wiss. Transliteration Čto slučilos' v Afrike  / Was passierte in Afrika? (W.Wiesner)
- Tschudo / russisch Чудо, wiss. Transliteration Čudo / Ein Wunder (Elisabeth Jelinek)
- Tschuschaja koleja / russisch Чужая колея, wiss. Transliteration Čužaja koleja / Die fremde Spur (Elisabeth Jelinek)
- Tschuschaja koleja / russisch Чужая колея, wiss. Transliteration Čužaja koleja / Die Fremde Spur (R.Andert)
- Tschuschaja koleja / russisch Чужая колея, wiss. Transliteration Čužaja koleja / Die fremde Spur (I.Golubev)
- Tschuschaja koleja / russisch Чужая колея, wiss. Transliteration Čužaja koleja / Die fremde Spur (M.Remane)
- Tuman / russisch Туман, wiss. Transliteration Tuman / Der Nebel (Elisabeth Jelinek)
- Tuschenoschi / russisch Тушеноши, wiss. Transliteration Tušenoši / Und wer bist du?.. (Elisabeth Jelinek)
- U domaschnich i chischtschnych swerei... / russisch У домашних и хищных зверей..., wiss. Transliteration U domašnich i chiščnych zverej... / Die Haus- und Raubtiere... (Elisabeth Jelinek)
- U Doski, gde potschetnyje graschdane... / russisch У Доски, где почетные граждане..., wiss. Transliteration U Doski, gde početnye graždane... / Vor der Tafel... (Elisabeth Jelinek)
- U menja bylo sorok famili / russisch У меня было сорок фамилий, wiss. Transliteration U menja bylo sorok familij / Ich hatte vierzig Familiennamen... (Elisabeth Jelinek)
- U menja dolgi... / russisch У меня долги..., wiss. Transliteration U menja dolgi... / Ich habe eine Schuld... (Elisabeth Jelinek)
- U nas wtschera s posawtschera... / russisch У нас вчера с позавчера..., wiss. Transliteration U nas včera s pozavčera... / Das war gestern (Elisabeth Jelinek)
- U neje / russisch У нее, wiss. Transliteration U nee  / Sie hat alles eigenes (Elisabeth Jelinek)
- U neje / russisch У нее, wiss. Transliteration U nee / Ja sie hat (M.Lieser)
- U professionalnych igrokow... / russisch У профессиональных игроков..., wiss. Transliteration U professional'nych igrokov... / Bei professionellen Spielern... (Elisabeth Jelinek)
- U tebja glasa kak nosch / russisch У тебя глаза как нож, wiss. Transliteration U tebja glaza kak nož / Du hast Augen wie Messer (Elisabeth Jelinek)
- Ugadajesch li sewodnja... / russisch Угадаешь ли сегодня..., wiss. Transliteration Ugadaeš' li segodnja...  / Könntest du heute erraten... (Elisabeth Jelinek)
- Ugolowny kodeks / russisch Уголовный кодекс, wiss. Transliteration Ugolovnyj kodeks / Lied über das Strafgesetzbuch (Elisabeth Jelinek)
- Ugolowny kodeks / russisch Уголовный кодекс, wiss. Transliteration Ugolovnyj kodeks / Strafgesetzbuch (M.Remane)
- Uprjamo ja stremljus ko dnu / russisch Упрямо я стремлюсь ко дну, wiss. Transliteration Uprjamo ja stremljus' ko dnu / Beharrlich tauche ich hinab... (R.Andert)
- Utrennjaja gimnastika / russisch Утренняя гимнастика, wiss. Transliteration Utrennjaja gimnastika / Morgendliche Gymnastik (Elisabeth Jelinek)
- Utrennjaja gimnastika / russisch Утренняя гимнастика, wiss. Transliteration Utrennjaja gimnastika / Morgengymnastik (E.Högemann)
- Utrennjaja gimnastika / russisch Утренняя гимнастика, wiss. Transliteration Utrennjaja gimnastika / Morgengymnastik (L.Kust)
- Utrennjaja gimnastika / russisch Утренняя гимнастика, wiss. Transliteration Utrennjaja gimnastika / Frühsport (K.Schwarz)
- W Asii, w Jewrope li... / russisch В Азии, в Европе ли..., wiss. Transliteration V Azii, v Evrope li... / Ob in Asien, ob in Europa... (Elisabeth Jelinek)
- W belje plotnoi wjaski... / russisch В белье плотной вязки..., wiss. Transliteration V bel'e plotnoj vjazki... / In Wäsche aus dickem Strickzeug (Elisabeth Jelinek)
- W etom dome bolschom... / russisch В этом доме большом..., wiss. Transliteration V ėtom dome bol'šom... / In diesem Haus gab es früher... (Elisabeth Jelinek)
- W kuski... / russisch В куски..., wiss. Transliteration V kuski... / In Stücke ist die Krone zerschmettert (Elisabeth Jelinek)
- W mladentschestwe nas materi pugali... / russisch В младенчестве нас матери пугали..., wiss. Transliteration V mladenčestve nas materi pugali... / Im Kindesalter hat uns Mutter erschreckt... (Elisabeth Jelinek)
- W more sljos / russisch В море слёз, wiss. Transliteration V more slëz / Im Tränenmeer (Elisabeth Jelinek)
- W odnoi derschawe... / russisch В одной державе..., wiss. Transliteration V odnoj deržave... / In einem Staat... (Elisabeth Jelinek)
- W palate narkomanow / russisch В палате наркоманов, wiss. Transliteration V palate narkomanov / Im Krankensaal für Drogensüchtige (Elisabeth Jelinek)
- W piku, a ne w tscherwu / russisch В пику, а не в черву, wiss. Transliteration V piku, a ne v červu / Ich erinnere mich... (Elisabeth Jelinek)
- W plen – prikas – ne sdawatsja... / russisch В плен - приказ - не сдаваться..., wiss. Transliteration V plen – prikaz – ne sdavat'sja... / Sich gefangen geben... (Elisabeth Jelinek)
- W soswesdii Tau Kita / russisch В созвездии Тау Кита, wiss. Transliteration V sozvezdii Tau Kita / Im fernen Sternbild des Tau Kita (Elisabeth Jelinek)
- W soswesdii Tau Kita / russisch В созвездии Тау Кита, wiss. Transliteration V sozvezdii Tau Kita / Im Sternbild Walfisch (L.Kust)
- W taigu... / russisch В тайгу..., wiss. Transliteration V tajgu... / In der Taiga... (Elisabeth Jelinek)
- W tjurme Taganskoi... / russisch В тюрьме Таганской..., wiss. Transliteration V tjur'me Taganskoj... / Im Gefängnis von Taganka... (Elisabeth Jelinek)
- W tramwaje / russisch В трамвае, wiss. Transliteration V tramvae / Bürger! Wozu drängen Sie... (Elisabeth Jelinek)
- W wostorge ja!.. / russisch В восторге я!.., wiss. Transliteration V vostorge ja!.. / Ich bin begeistert... (Elisabeth Jelinek)
- W zarstwe trollei / russisch В царстве троллей, wiss. Transliteration V carstve trollej / Im Zarenreich der Trolle... (Elisabeth Jelinek)
- Wagony / russisch Вагоны, wiss. Transliteration Vagony / Den Waggons (Elisabeth Jelinek)
- Welitschalnaja otzu / russisch Величальная отцу, wiss. Transliteration Veličal'naja otcu / Erhabener Vater (Elisabeth Jelinek)
- Werschina / russisch Вершина, wiss. Transliteration Veršina / Hier haben Sie keine Ebene (Elisabeth Jelinek)
- Werschina / russisch Вершина, wiss. Transliteration Veršina / Der Gipfel (R.Andert)
- Werschina / russisch Вершина, wiss. Transliteration Veršina / Der Gipfel (I.Golubev)
- Werschina / russisch Вершина, wiss. Transliteration Veršina / Der Gipfel (E.Högemann)
- Werschina / russisch Вершина, wiss. Transliteration Veršina / Der Gipfel (J.Lipsk)
- Wesselaja pokoinizkaja / russisch Веселая покойницкая, wiss. Transliteration Veselaja pokojnickaja / Ein lustiger Trauermarsch (Elisabeth Jelinek)
- Wesselaja pokoinizkaja / russisch Веселая покойницкая, wiss. Transliteration Veselaja pokojnickaja / Fröhlicher Leichengesang (R.Andert)
- Wojennaja pesnja / russisch Военная песня, wiss. Transliteration Voennaja pesnja / Kriegslied (Elisabeth Jelinek)
- Wooruschen i otschen opassen / russisch Вооружен и очень опасен, wiss. Transliteration Vooružen i očen' opasen / Bewaffnet und sehr gefährlich (Elisabeth Jelinek)
- Woskresnik / russisch Воскресник, wiss. Transliteration Voskresnik / Volksdichtungen (Elisabeth Jelinek)
- Wosle goroda Pekina... / russisch Возле города Пекина..., wiss. Transliteration Vozle goroda Pekina... / In der Nähe der Stadt Peking... (Elisabeth Jelinek)
- Wosmite menja w more, morjaki / russisch Возьмите меня в море, моряки, wiss. Transliteration Voz'mite menja v more, morjaki / Nehmen Sie mich ins Meer mit, Seeleute (Elisabeth Jelinek)
- Wosnessenskomu / russisch Вознесенскому, wiss. Transliteration Voznesenskomu / Der Zauberer der Interpunktionszeichen... (Elisabeth Jelinek)
- Wot – glawny wchod... / russisch Вот - главный вход..., wiss. Transliteration Vot – glavnyj vchod... / Hier ist der Haupteingang... (Elisabeth Jelinek)
- Wot ja wypiwaju... / russisch Вот я выпиваю..., wiss. Transliteration Vot ja vypivaju... / Ich trinke aus... (Elisabeth Jelinek)
- Wot ona, wot ona... / russisch Вот она, вот она..., wiss. Transliteration Vot ona, vot ona... / Da ist sie, da ist sie... (Elisabeth Jelinek)
- Wot w plaschtschach... / russisch Вот в плащах..., wiss. Transliteration Vot v plaščach... / Da in Regenmänteln... (Elisabeth Jelinek)
- Wremennyje, slas! / russisch Временные, слазь!, wiss. Transliteration Vremennye, slaz'! / Kriege und Hunger haben wir zur Genüge... (Elisabeth Jelinek)
- Wse bylo ne tak... / russisch Все было не так..., wiss. Transliteration Vse bylo ne tak... / Alles war nicht so... (Elisabeth Jelinek)
- Wse uschli na front / russisch Все ушли на фронт, wiss. Transliteration Vse ušli na front / Alle zogen an die Front (Elisabeth Jelinek)
- Wse uschli na front / russisch Все ушли на фронт, wiss. Transliteration Vse ušli na front / Vor dem Lagertor (W.Nilles)
- Wsjo s sebja snimaju... / russisch Всё с себя снимаю..., wiss. Transliteration Vsë s sebja snimaju... / Ich ziehe alles aus... (Elisabeth Jelinek)
- Wsjo, tschto sumel sapomnit... / russisch Всё, что сумел запомнить..., wiss. Transliteration Vsë, čto sumel zapomnit'… / Was ich gespürt, gesehen... (R.Andert)
- Wy byli u Belly?.. / russisch Вы были у Беллы?.., wiss. Transliteration Vy byli u Belly?..  / Waren Sie bei Bella?.. (Elisabeth Jelinek)
- Wy utschtite, ja ransche byl stoikom... / russisch Вы учтите, я раньше был стоиком..., wiss. Transliteration Vy učtite, ja ran'še byl stoikom... / Erfahren Sie, ich war früher Stoiker... (Elisabeth Jelinek)
- Wy w ogne da i w more... / russisch Вы в огне да и в море..., wiss. Transliteration Vy v ogne da i v more... / Sie werden im Feuer und im Meer... (Elisabeth Jelinek)
- Wyjesd Solowja-rasboinika / russisch Выезд Соловья-разбойника, wiss. Transliteration Vyezd Solov'ja-razbojnika / Die Ausfahrt des Räubers der Nachtigall (Elisabeth Jelinek)
- Wyssota / russisch Высота, wiss. Transliteration Vysota  / Die Anhöhe (Elisabeth Jelinek)
- Zeluja snamja... / russisch Целуя знамя..., wiss. Transliteration Celuja znamja... / Die Fahne in staubiger Seide küssend... (Elisabeth Jelinek)
- Zeluja snamja... / russisch Целуя знамя..., wiss. Transliteration Celuja znamja... / Das ruhmreiche Regiment (R.Andert)
- Zeluja snamja... / russisch Целуя знамя..., wiss. Transliteration Celuja znamja... / Die goldene Mitte (I.Golubev)
- Zunami / russisch Цунами, wiss. Transliteration Cunami / Tsunami (Elisabeth Jelinek)
- Zygan kritschal... / russisch Цыган кричал..., wiss. Transliteration Cygan kričal... / Der Zigeuner schrie... (Elisabeth Jelinek)
- Zyganskaja pesnja / russisch Цыганская песня, wiss. Transliteration Cyganskaja pesnja / Zigeunerlied (Elisabeth Jelinek)